# Profezia di Hitler

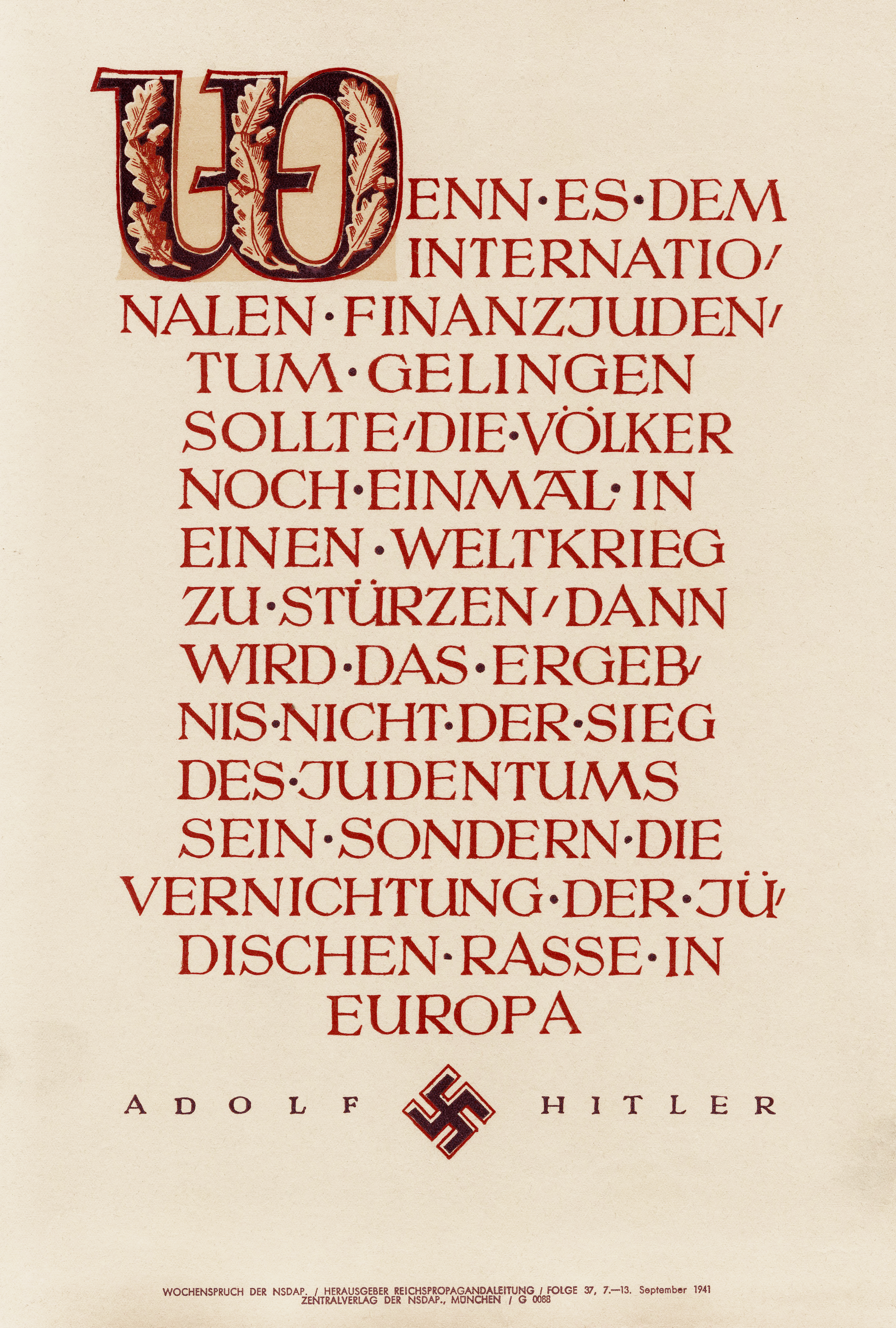
Wochenspruch der NSDAP, esposto dal 7 al 13 settembre 1941, cita il discorso di Hitler del 30 gennaio 1939.

La  profezia di Hitler indica un passaggio di un discorso al Reichstag del 30 gennaio 1939, in cui Adolf Hitler minacciò "l'annientamento della razza ebraica in Europa" in caso di guerra. Il testo, recitava:
Le parole erano simili ai commenti che Hitler aveva rivolto in precedenza a politici stranieri durante gli incontri privati successivi ai discordi avvenuti durante la "notte dei cristalli" nel novembre 1938. Il discorso fu pronunciato nel contesto dei tentativi nazisti di incrementare l'emigrazione ebraica dalla Germania, prima dello scoppio della seconda guerra mondiale nel settembre 1939.
Allusioni alla "profezia di Hitler", da parte sia dei leader nazisti sia della propaganda, furono frequenti dopo il 30 gennaio 1941, quando Hitler ne fece nuovamente menzione in un altro discorso. La profezia assunse un nuovo significato con l'invasione dell'Unione Sovietica nel giugno 1941 e la dichiarazione di guerra della Germania agli Stati Uniti in dicembre, eventi che favorirono l'accelerazione dello sterminio di massa degli ebrei. Alla fine del 1941, il capo della propaganda nazista Joseph Goebbels, giustificando la deportazione di massa degli ebrei dalla Germania, dichiarò che la profezia si stava adempiendo.
Il 30 settembre 1942 Hitler citò la profezia in un altro discorso, che fu pubblicato su un numero di novembre del quotidiano Parole der Woche dal titolo "Smetteranno di ridere!!!". Il Führer continuò a evocare la profezia mentre la guerra volgeva a sfavore della Germania e ne fece menzione nel suo testamento. Usata frequentemente dai leader nazisti nell'alludere all'omicidio sistematico degli ebrei da parte loro, la "profezia" divenne un leitmotiv della soluzione finale ed è forse la frase più nota dei discorsi di Hitler.
Il significato storico è tutt'oggi dibattuto tra le scuole di funzionalismo e intenzionalismo: gli intenzionalisti la vedono come prova di un piano generale previamente elaborato da Hitler per sterminare gli ebrei europei, mentre i funzionalisti sostengono che il termine "annientamento" non va inteso come omicidio di massa, almeno all'inizio. La profezia è citata dagli storici come un esempio della credenza nazista in una cospirazione ebraica internazionale che si assumeva avesse dato avvio alla guerra. Inoltre, nonostante la sua vaghezza nel non chiarire come sarebbe avvenuto l'annientamento, la profezia è indicata come prova che i cittadini tedeschi fossero consapevoli dello sterminio in corso.

## Il contesto storico

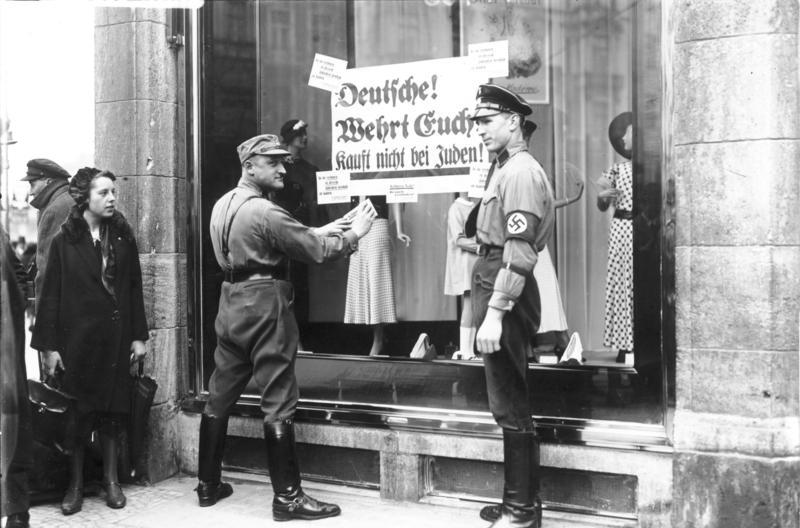
Paramilitari della SA fuori da un negozio di Berlino il 1 aprile 1933 durante il boicottaggio nazista delle imprese ebraiche. Il cartello recita:"Tedeschi! Difendetevi! Non comprate dagli ebrei!"

### L'ascesa al potere di Hitler
Secondo lo storico Ian Kershaw, dopo la presa del potere da parte del leader del partito nazista Adolf Hitler il 30 gennaio 1933, il movimento di massa nazista era già "protogenocida" e "tenuto insieme dalla visione utopica della salvezza nazionale, da raggiungere attraverso la purificazione, al centro della quale era la 'rimozione' degli ebrei". Nell'aprile 1933 fu annunciato il boicottaggio nazista per un giorno delle imprese ebraiche e le SA furono dislocate intorno alle imprese ebraiche per imporre il boicottaggio. Tra il 1933 e il 1939 furono emanate più di 400 leggi e decreti anti-ebraici. Nel 1935, le leggi di Norimberga definirono gli ebrei in base alla loro discendenza piuttosto che alla religione, formalizzarono la loro esclusione dalla società e vietarono i matrimoni e le relazioni sessuali tra ebrei e persone di "sangue tedesco". Altre leggi vietarono agli ebrei di possedere proprietà o guadagnarsi da vivere.
Hitler aveva associato gli ebrei e la guerra in diversi discorsi prima del 1939. Nel 1931, Hitler disse che in caso di guerra, gli ebrei sarebbero stati "schiacciati dai meccanismi della storia"; ha anche caratterizzato il boicottaggio anti-nazista del 1933 come una dichiarazione di guerra ebraica contro la Germania. Secondo la storica Claudia Koonz, tra la presa del potere nel 1933 e il suo discorso profetico nel gennaio 1939, Hitler espresse apertamente il suo odio per gli ebrei solo in due occasioni: in un discorso del 1935 che annunciava l'introduzione delle leggi di Norimberga e al raduno di Norimberga nel settembre 1937.
Nonostante la razza non fosse prominente nel suo discorso negli anni '30, Hitler trovò dei modi sottili per segnalare l'antisemitismo ai suoi seguaci mantenendo un'immagine pubblica moderata. Nelle discussioni sulla soluzione adeguata alla questione ebraica degli anni '30, lo sterminio veniva spesso discusso dai funzionari delle SS come un'opzione, anche se solitamente scartata.

### La "Notte dei cristalli"

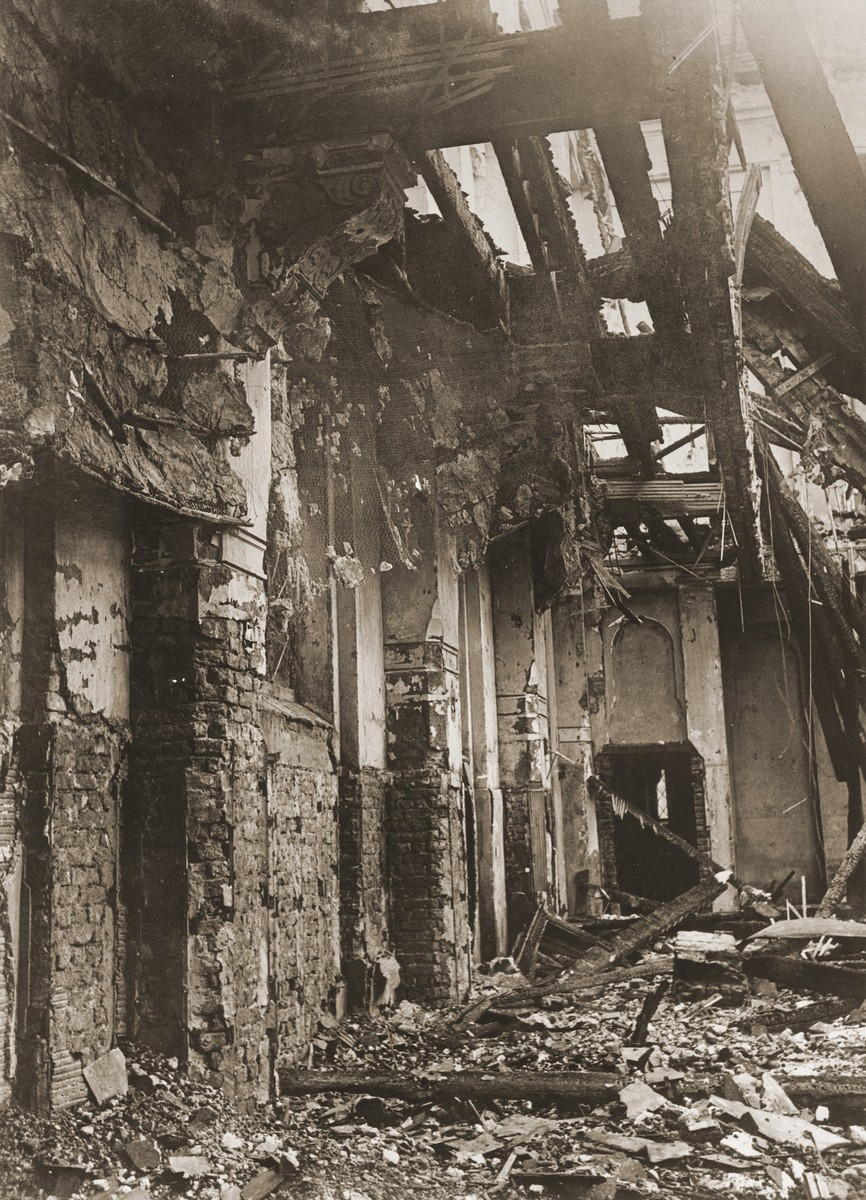
La vecchia sinagoga di Aquisgrana dopo la Kristallnacht

Nel novembre 1938, la leadership nazista organizzò e incitò il pogrom della notte dei cristalli contro gli ebrei, in parte per dissipare l'eccesso di sentimenti antisemiti degli attivisti del partito che erano stati repressi per ragioni diplomatiche durante la crisi di Monaco. Il pogrom comportò una violenza senza precedenti contro gli ebrei tedeschi, inclusi l'incendio delle sinagoghe, il saccheggio dei negozi e delle residenze di proprietà degli ebrei, e delle aggressioni fisiche agli ebrei che, secondo i dati ufficiali, causarono 91 morti. Hitler approvò personalmente l'arresto di 30000 ebrei e la loro incarcerazione nei campi di concentramento. Molti tedeschi furono disgustati dalla violenza, anche se pochi si opposero apertamente al governo. La "notte dei cristalli" è stata denunciata anche all'estero, mettendo in pericolo gli sforzi del governo tedesco per organizzare e facilitare l'emigrazione degli ebrei tedeschi.
La "notte dei cristalli" ha radicalizzato il discorso anti-ebraico nella società tedesca. Il partito nazista condusse una campagna di propaganda dal novembre 1938 al gennaio 1939 per giustificare il pogrom al popolo tedesco. L'idea di sterminare gli ebrei divenne più comune. Il 12 novembre Hermann Göring convocò una riunione dei leader nazisti in nome di Hitler, affermando che "è ovvio" che la Germania considerasse "avere una grande resa dei conti con gli ebrei" in caso di guerra.
Lo storico Yehuda Bauer scrive che questa affermazione è "molto simile" a quanto disse Hitler il 30 gennaio 1939. Il 24 novembre, il quotidiano delle SS Das Schwarze Korps, riflettendo sulla riunione del 12 novembre, pubblicò la seguente dichiarazione:"Questa fase di sviluppo [degli ebrei] ci imporrà la necessità vitale di sterminare la sub-umanità ebraica mentre noi sterminiamo tutti i criminali nel nostro stato rispettoso della legge: con il fuoco e la spada! Il risultato sarà la fine effettiva e definitiva dell'ebraismo in Germania, il suo totale annientamento". Questo linguaggio rifletteva la radicalizzazione nei circoli di partito, e gli scrittori erano consapevoli che era in linea con il punto di vista di Hitler.

### Le dichiarazioni ai diplomatici
Il 21 novembre 1938, Hitler incontrò il Ministro della Difesa sudafricano Oswald Pirow a cui riferì che gli ebrei sarebbero stati uccisi se fosse scoppiata la guerra. Lo stesso mese, un funzionario della cancelleria di Hitler riferì a un diplomatico britannico dei piani tedeschi «di sbarazzarsi degli ebrei [tedeschi], tramite l'emigrazione o, se necessario, facendoli morire di fame o uccidendoli» per evitare «di avere una minoranza così ostile nel paese in occasione della guerra». Ha anche affermato che la Germania «intendeva espellere o uccidere gli ebrei in Polonia, Ungheria e Ucraina» dopo aver invaso quei paesi. Il 16 gennaio 1939 Hitler incontrò István Csáky, Ministro degli Esteri ungherese. Csáky ha ricordato che «era sicuro di una sola cosa, gli ebrei sarebbero dovuti scomparire dalla Germania, fino all'ultimo uomo».
Il 21 gennaio Hitler disse a František Chvalkovský, Ministro degli Esteri della Cecoslovacchia:«I nostri ebrei saranno annientati. Gli ebrei non hanno perpetrato il 9 novembre 1918 per niente; questo giorno sarà vendicato». Hitler aggiunse che anche gli ebrei stavano avvelenando la Cecoslovacchia, provocando una diatriba antisemita da Chvalkovský. Nella stessa riunione, Hitler minacciò l'annientamento della Cecoslovacchia se non si fosse conformata alle richieste tedesche.
Secondo lo storico Hans Mommsen, Hitler si riferiva alla distruzione dell'influenza degli ebrei piuttosto che alla loro distruzione fisica. Lo storico Peter Longerich interpreta il termine "annientamento" per riferirsi all'emigrazione o all'espulsione degli ebrei che porta alla "fine della loro esistenza collettiva in Germania". Kershaw sostiene che, mentre Hitler non annunciava le sue intenzioni a Chvalkovský, "i sentimenti non erano semplicemente retorica o propaganda".

### Il discorso del 30 gennaio 1939
Sebbene la Conferenza di Évian del luglio 1938 non fosse riuscita ad aprire le frontiere di altri paesi agli emigranti ebrei, i nazisti tentarono comunque di accelerare l'emigrazione degli ebrei dalla Germania. Al momento del discorso, erano in corso delle discussioni tra Göring e George Rublee, direttore del Comitato intergovernativo per i rifugiati. Il ministro della propaganda nazista Joseph Goebbels contribuì a scrivere il discorso definitivo, poi pronunciato al Reichstag il 30 gennaio 1939, al sesto anniversario della presa del potere di Hitler nel 1933. Il discorso durò due ore, o due ore e mezza, e trattò sia della politica estera che interna del governo nazista. Hitler espresse il suo desiderio di avere ulteriore "spazio vitale" e discusse della crisi di Monaco, ammettendo di aver pianificato un'invasione militare nel caso in cui la Cecoslovacchia non avesse capitolato dopo la sua richiesta di occupare il Sudetenland e sostenendo inoltre che i Sudeti erano stati assicurati dalla volontà tedesca di ricorrere alla guerra, piuttosto che dalla diplomazia.

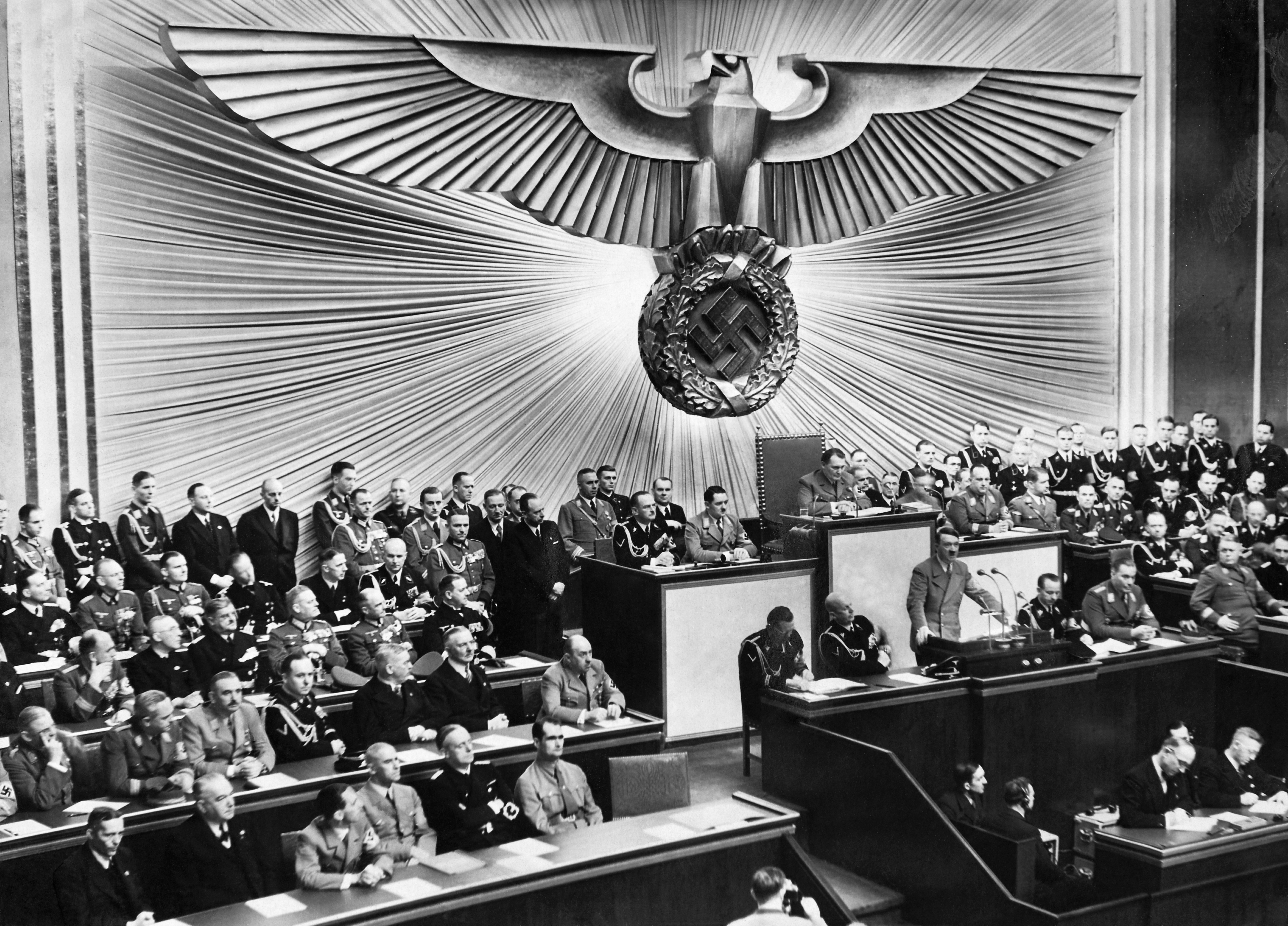
Hitler durante il discorso

Nella parte del discorso che trattava la questione ebraica, Hitler sostenne che c'era abbastanza spazio nel mondo per gli ebrei tedeschi dove spostarsi, e sostenne che l'Europa "non poteva pacificarsi prima che la questione ebraica fosse stata risolta". Nel lungo inveire contro gli ebrei, Hitler prima li derise, poi disse che era tempo di "abbattere il nemico del mondo ebraico", e che il governo tedesco era completamente determinato nello "sbarazzarsi di queste persone". Affermò che gli ebrei avrebbero dovuto smettere di "vivere del corpo e del lavoro produttivo di altre nazioni", altrimenti avrebbero "ceduto a una crisi di inimmaginabile gravità". Ha affermato che gli ebrei stavano cercando di incitare "milioni tra le masse di persone in un conflitto che è assolutamente insensato per loro e serve solo gli interessi ebraici".
Hitler arrivò quindi al suo punto principale:

### La diffusione e le reazioni
Il discorso fu trasmesso in diretta radiofonica e la previsione di Hitler sugli ebrei fu ristampata sul quotidiano di partito Völkischer Beobachter e in un opuscolo dedicato. Secondo le esplicite istruzioni di Goebbels a Fritz Hippler, la parte del discorso che includeva la minaccia di Hitler contro gli ebrei fu registrata simultaneamente in audio e video (un risultato tecnico difficile all'epoca) e inclusa nel cinegiornale settimanale UFA Wochenschau dopo che Hitler lo approvò personalmente. I cinegiornali in genere hanno minimizzato l'aspetto escludente della comunità popolare; il gennaio 1939 fu la prima volta che le politiche naziste nei confronti degli ebrei furono direttamente collegate al leader del partito nei cinegiornali. Lo storico Richard J. Evans scrive che la minaccia "non avrebbe potuto essere più pubblica".
Al momento del discorso, ebrei e non ebrei dentro e fuori la Germania stavano prestando molta attenzione alle dichiarazioni di Hitler a causa della Notte dei Cristalli e della possibilità di una guerra. Nei giorni seguenti, il discorso ha suscitato significativi commenti in Germania. I diaristi ebrei tedeschi Luise Solmitz e Victor Klemperer menzionarono il discorso nei loro diari ma prestarono poca attenzione alla minaccia di Hitler. Al di fuori della Germania, la copertura del discorso si è concentrata sulle implicazioni geopolitiche della discussione di Hitler sulla politica estera, mentre la minaccia per gli ebrei non è stata notata. Il giornale yiddish di New York Forverts ha stampato un titolo che fece riferimento alla minaccia di Hitler contro gli ebrei, ma l'articolo sottostante discuteva solo della minaccia di guerra e delle alleanze di Hitler con l'Italia e il Giappone. Il quotidiano yiddish di Varsavia Haynt ha discusso il discorso in diversi numeri a partire dal 31 gennaio, ma non ha sottolineato la profezia. Il 31 gennaio ha stampato i punti salienti del discorso senza accennare alla profezia; in un'analisi del discorso pubblicato il giorno successivo, l'editorialista Moshe Yustman ha discusso della pacificazione e di altre questioni di politica estera.

## I riferimenti propagandistici
Hitler ha fatto oltre una dozzina di riferimenti alla sua minaccia sia pubblicamente che privatamente. Al culmine dell'Olocausto nel 1942, Hitler fece pubblicamente riferimento alla sua profezia in almeno quattro occasioni. Allo stesso tempo, la retorica di Hitler divenne molto più dura quando passò dal parlare di "annientare" (vernichten) gli ebrei a "sterminarli" (ausrotten). Ha costantemente, e probabilmente intenzionalmente, datato erroneamente la profezia al 1º settembre 1939, quando iniziò l'invasione tedesca della Polonia. Sottolineando il legame tra la guerra e la persecuzione dei Giudei, la persecuzione potrebbe essere interpretata come una risposta giustificata a un attacco alla Germania. Hitler faceva sempre riferimento alla profezia quando discuteva dello sterminio degli ebrei. Dalla fine del 1941, i propagandisti nazisti evitarono costantemente di discutere di azioni concrete anti-ebraiche, come le deportazioni, basandosi invece sulla generalità della profezia.
Oltre ai leader nazisti, alla profezia si riferivano anche la propaganda dell'esercito e i soldati ordinari. In una lettera del 5 ottobre 1941, il tenente di polizia e autore dell'Olocausto Walter Mattner scrisse a sua moglie giustificando l'omicidio dei bambini ebrei e facendo riferimento alla profezia di Hitler. Anche gli ebrei erano a conoscenza della profezia; il diarista del ghetto di Varsavia Chaim Kaplan scrisse il 1º settembre 1939 che, dal momento che sarebbe scoppiata la guerra, gli ebrei polacchi avrebbero potuto affrontare il destino predetto da Hitler. Il 2 febbraio 1942, Kaplan scrisse che Hitler "si vantava che la sua profezia sta cominciando a realizzarsi: non aveva detto che se fosse scoppiata una guerra in Europa il popolo ebraico sarebbe stato annientato? Questo processo è già iniziato e continuerà fino al la fine è raggiunta». "L'intenzione spesso ripetuta di Hitler di sterminare il popolo ebraico in Europa" è stata citata nella Dichiarazione congiunta dei membri delle Nazioni Unite il 17 dicembre 1942.

### L'ebreo errante
Il filmato con lo spezzone della minaccia di Hitler è stato incluso nel film del 1940 "L'ebreo errante". Secondo lo storico Bill Niven, il film argomenta i tedeschi che stavano combattendo una guerra razziale e una lotta per la vita o la morte contro gli ebrei. Il film è stato un flop e un mese dopo la sua uscita è stato proiettato solo in un cinema a Berlino. Lo storico Alon Confino scrive che i tedeschi rifiutarono il film perché le sue scene, girate nella Polonia occupata, erano troppo esplicite nel mostrare cosa potesse effettivamente comportare l'annunciato "annientamento".

### Il discorso del 30 gennaio 1941

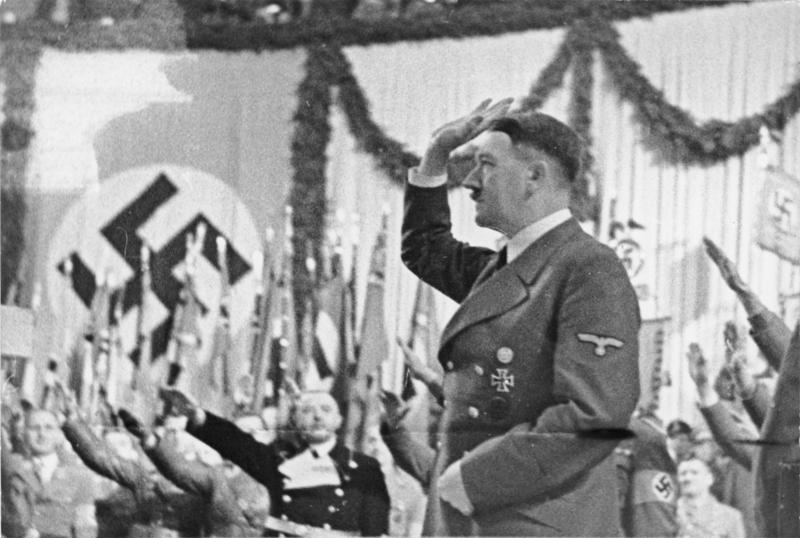
Hitler allo Sportpalast, 30 gennaio 1942

Hitler menzionò la profezia in un discorso del 30 gennaio 1941 allo Sportpalast. Kershaw suggerisce che sebbene Hitler possa aver avuto in mente la sua minaccia durante gli anni successivi o che glielo abbia ricordato un subordinato, molto probabilmente è stata la clip de "L'ebreo errante" a ricordarglielo. Hitler espresse quindi la sua speranza che le nazioni occidentali in guerra con la Germania si rendessero conto che il loro più grande nemico era "lo sfruttamento ebraico internazionale e la corruzione delle nazioni!". Nel discorso, Hitler insinuava che le sue precedenti minacce contro gli ebrei tedeschi avevano indotto la comunità ebraica internazionale a influenzare le potenze occidentali nella pacificazione della Germania e nuove minacce avrebbero indotto gli ebrei a convincere il governo britannico a fare la pace.
Sotto il titolo "L'ebreo sarà sterminato", il discorso è stato pubblicato in tedesco e tradotto per le società dei media internazionali. I redattori del New York Times, ritenuti dai nazisti al centro della "stampa ebraica", scrissero che Hitler non aveva precedenti per portare a termine promesse o minacce.
Al momento del discorso del gennaio 1941, la leadership nazista stava già pianificando l'invasione dell'Unione Sovietica e considerando la deportazione degli ebrei nei territori conquistati dopo la vittoria. Pertanto, sostiene Kershaw, la crociata di Hitler contro il bolscevismo ebraico "stava prendendo forma concreta nella sua mente" e facendo riferimento alla profezia, insinuava che una resa dei conti con il nemico ebraico era imminente. Kershaw scrisse anche che il riferimento alludeva a qualcosa come il Piano Madagascar e "una ripetizione dello stratagemma di ricatto secondo cui teneva gli ebrei in suo potere come ostaggi".

### L'invasione dell'Unione Sovietica
Il 22 giugno 1941 la Germania invase l'Unione Sovietica; ad agosto, la campagna non stava procedendo come speravano i leader nazisti. Goebbels pubblicò il saggio "Mimicry" su Das Reich il 20 luglio 1941. Fu uno dei suoi attacchi più influenti contro gli ebrei, in cui elaborò la profezia di Hitler. Goebbels sostenne che gli ebrei praticavano il "mimetismo" infiltrandosi nelle nazioni e controllando segretamente i governi alleati; stavano usando il loro potere per prolungare la guerra in modo che l'Europa sanguinasse e fosse troppo debole per resistere alla "bolscevizzazione" che gli ebrei intendevano infliggerle. Ha affermato che i nazisti sono stati in grado di "smascherarli" ignorando la contingenza storica (il metodo utilizzato dagli storici per spiegare gli eventi) e minacciarono una terribile punizione per la loro presunta colpa.

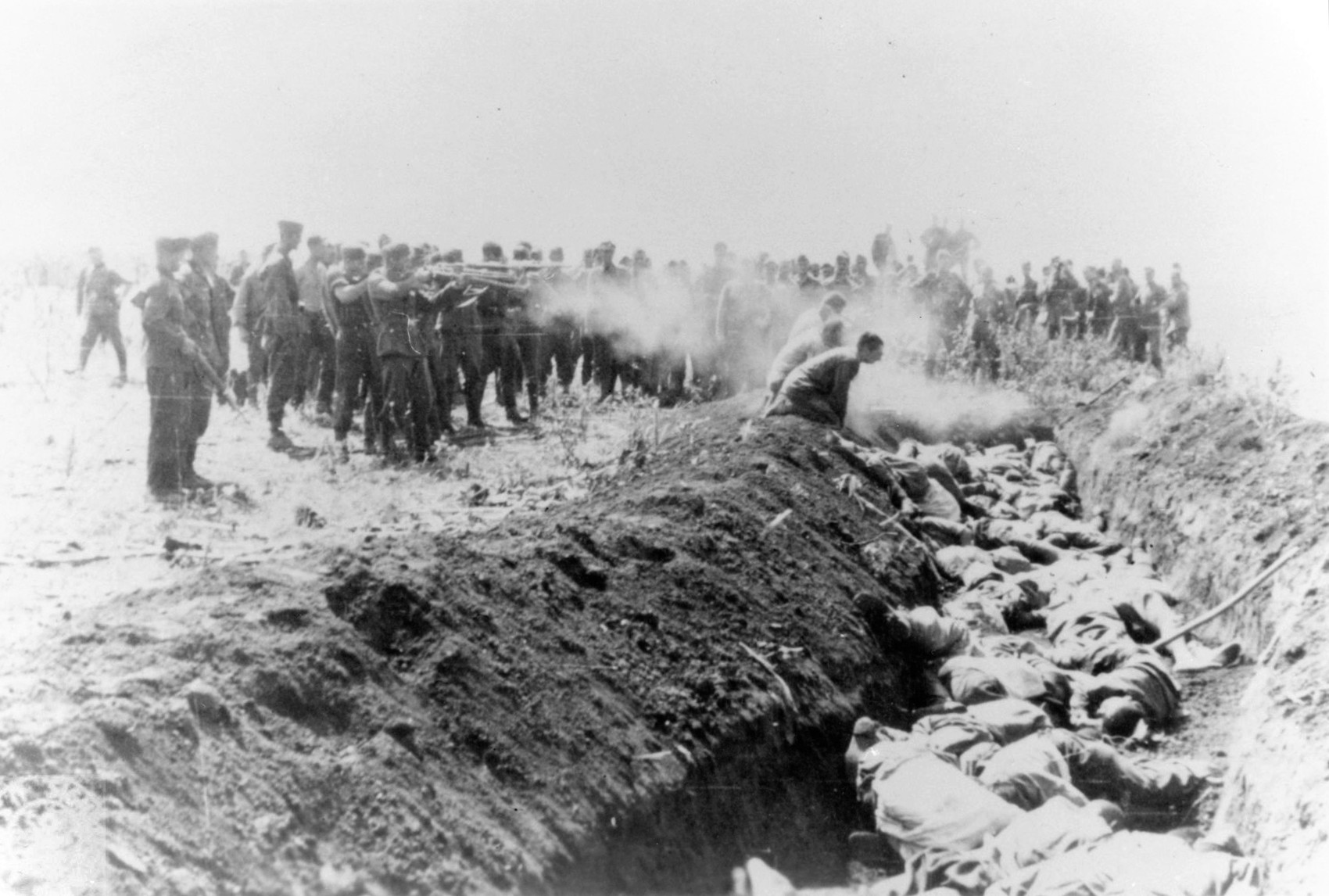
Fucilazione di massa di civili sovietici da parte di soldati tedeschi nel 1941

A metà agosto 1941, Goebbels ricevette un rapporto su una sparatoria di massa di ebrei nei Paesi baltici e collegò l'uccisione alla profezia di Hitler. Secondo il diario di Goebbels del 19 agosto, Hitler menzionò la profezia quando acconsentì alla richiesta di Goebbels di costringere gli ebrei in Germania a indossare le stelle gialle. Hitler sostenne che gli ebrei stavano pagando il prezzo della guerra, e che "non avranno molti motivi per ridere in [futuro]". Hitler indicò con certezza che la sua profezia si sarebbe avverata in alcune settimane o al più mesi, cosa che lo storico Tobias Jersak interpreta come prova che l'ordinanza per la Soluzione Finale era già stata emessa. Secondo Longerich, Hitler era disposto ad autorizzare misure più dure contro gli ebrei in Germania a causa delle sparatorie di massa di ebrei nell'Unione Sovietica occupata che aveva ordinato. La voce del diario indica che sia Hitler che Goebbels tracciarono un nesso causale tra la guerra e lo sterminio degli ebrei.
Il partito nazista pubblicò la profezia su uno dei suoi manifesti di citazioni settimanali (Wochenspruch der NSDAP) da esporre dal 7 al 13 settembre 1941. Questi manifesti furono inviati a tutte le filiali locali del partito nazista e quindi mostrati in tutta la Germania. Secondo Jersak, il vero significato dei manifesti potrebbe non essere stato ovvio per i tedeschi comuni.
A metà settembre Hitler decise di deportare gli ebrei tedeschi nell'Unione Sovietica occupata; gli storici sottolineano la vicinanza temporale all'esposizione dei manifesti. Nell'articolo di testa del 15 ottobre dal periodico Die Judenfrage in Politik, Recht, Kultur und Wirtschaft intitolata "La colpa della guerra è degli ebrei", una serie di citazioni di vari ebrei è unita nel tentativo di dimostrare che gli ebrei hanno dichiarato guerra alla Germania; la profezia è menzionata alla fine dell'articolo.
Il 25 ottobre, riferendosi ai tentativi di annegare alcune donne ebree nelle paludi del Pryp"jat', Hitler ha menzionato la sua profezia secondo cui la "razza criminale", presumibilmente responsabile delle vittime tedesche della prima guerra mondiale e "ora di nuovo centinaia di migliaia", sarebbe stata distrutta. L'8 novembre 1941 Hitler fece riferimento alla profezia nel suo discorso annuale al Löwenbräukeller di Monaco per commemorare il Putsch di Monaco. Hitler disse che tutte le misure sarebbero state prese in modo che "il novembre 1918 non accadrà mai più". Il discorso è stato riportato dai media nazisti, Völkischer Beobachter pubblicando la storia sotto il titolo "Il nemico ebreo" e concludendo che "la guerra contro l'internazionale ebraica è una lotta per la vita o per la morte che deve essere combattuta senza pietà fino alla fine". Secondo Longerich, Hitler intendeva consolidare il suo ruolo di leader:«Tutti i ponti erano stati bruciati e il "popolo" non aveva altra alternativa che affidarsi alle presunte qualità di leadership sovrumane di Hitler e sostenere la sua condotta di guerra fino a quando la vittoria non fosse stata raggiunta.»

### "Gli ebrei sono colpevoli"

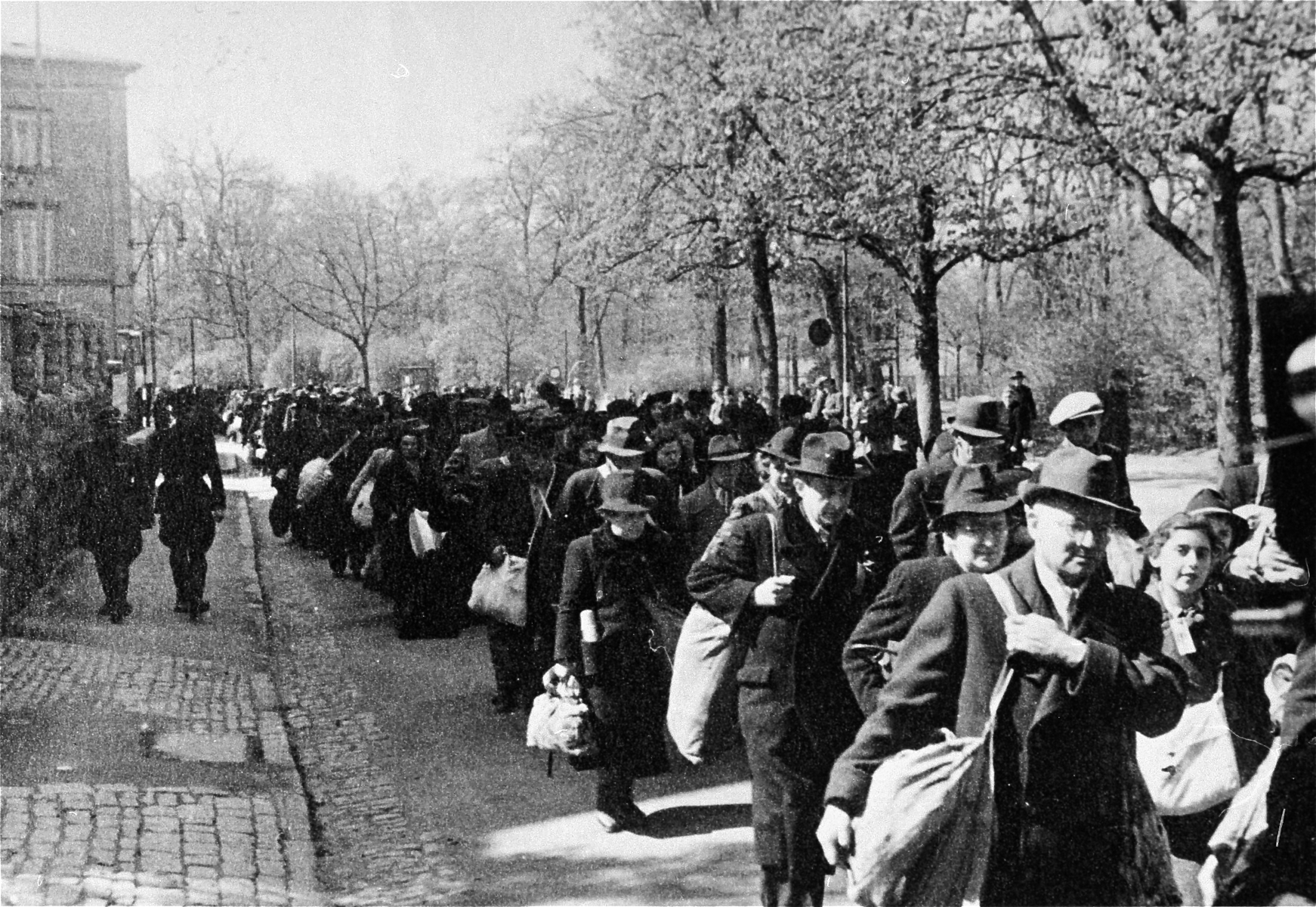
Gli ebrei vengono deportati da Würzburg il 25 aprile 1942. La deportazione è avvenuta in pubblico ed è stata testimoniata da molti tedeschi.

Il 16 novembre 1941, Goebbels scrisse un articolo intitolato "Gli ebrei sono colpevoli" in Das Reich, con l'obiettivo di giustificare la deportazione in corso degli ebrei. Fu uno degli scritti più veementemente antisemiti che Goebbels pubblicò. Kershaw suggerisce che Goebbels abbia probabilmente discusso l'articolo con Hitler prima della pubblicazione. Goebbels scrisse:
L'articolo si riferiva esplicitamente all'approvazione di Hitler per l'annientamento ed elencava le azioni che i tedeschi avrebbero dovuto intraprendere contro gli ebrei ("nemici del popolo") e chiunque si associasse a loro, che doveva essere "considerato e trattato come un ebreo". Lo storico Heinrich August Winkler sostiene che era inteso principalmente come un avvertimento per i tedeschi che non erano d'accordo con l'antisemitismo nazista. L'articolo rappresenta la prima occasione dove un leader nazista aveva annunciato che l'annientamento degli ebrei europei era passato dalla minaccia alla realtà. Secondo lo storico Jeffrey Herf, Goebbels ha presentato la cospirazione ebraica internazionale "all'offensiva contro un oggetto tedesco innocente e vittimizzato". Goebbels aveva riciclato il titolo dell'articolo da un articolo del 1932 che aveva scritto per Der Angriff. In entrambi i casi, gli ebrei furono accusati del fallimento dei nazisti nel raggiungere i loro obiettivi, il che portò a un aumento dell'aggressione anti-ebraica. All'epoca, Das Reich aveva una tiratura superiore a un milione di copie, e l'articolo veniva trasmesso dal Servizio nazionale tedesco. Goebbels ordinò che l'articolo fosse distribuito ai soldati del fronte orientale. Secondo i rapporti dell'opinione pubblica preparati dal Sicherheitsdienst, l'articolo "trovò una forte eco" tra i tedeschi, sebbene alcuni fedeli lo criticassero. Gli storici hanno sostenuto che l'articolo forniva una risposta chiara sul destino degli ebrei.

### Il discorso dell'Università Friedrich-Wilhelm

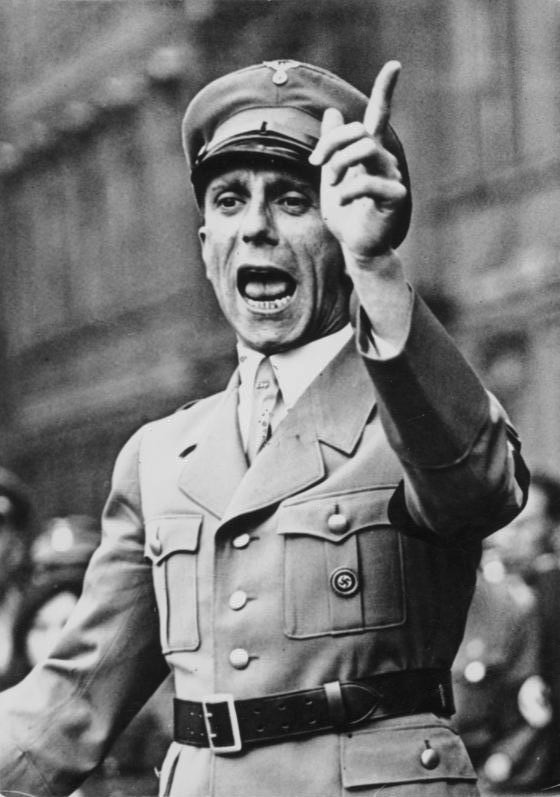
Joseph Goebbels tiene un discorso nel 1934

Goebbels ha presentato la narrazione alle élite tedesche in un discorso all'Università Friedrich-Wilhelm di Berlino il 1º dicembre: "Stiamo ora sperimentando l'attuazione di questa profezia. [...] [gli ebrei] stanno ora subendo un graduale processo di sterminio".
L'ufficio stampa del Reich ordinò ai giornali di riportare il discorso come un articolo in prima pagina, e fu ampiamente trasmesso alla radio. Goebbels giustificò la violenza contro gli ebrei come un attacco preventivo contro l'estrema violenza pianificata contro la Germania. Tipicamente per la propaganda nazista, la giustificazione dell'uccisione di massa era combinata con l'assenza di informazioni su come veniva eseguita. Goebbels usò la parola sterminio (Vernichtung) per riferirsi a ciò che l'Unione Sovietica intendeva fare se avesse vinto la guerra, riferendosi all'eliminazione dell'intellighenzia tedesca. Pochi minuti dopo, usò la stessa parola per riferirsi a ciò che i tedeschi stavano facendo agli ebrei. Herf suggerisce che alcuni ascoltatori interpretassero "processo graduale" nel senso di morte per fame o esposizione alle malattie, piuttosto che omicidio immediato o nei campi di sterminio.

### La guerra contro gli Stati Uniti
L'11 dicembre 1941, la Germania dichiarò guerra agli Stati Uniti sulla scia dell'attacco di Pearl Harbor. Il giorno successivo, Hitler tenne un discorso alla Cancelleria del Reich ai leader del partito nazista. Hitler discusse dell'attacco di Pearl Harbor e della guerra nazista sul fronte orientale, esprimendo la sua aspettativa di un glorioso futuro dopo l'eventuale vittoria della Germania. Quindi fece riferimento alla sua profezia, dicendo:
Kershaw scrive che il tono di Hitler era "più minaccioso e vendicativo che mai". Herf osserva che il discorso ha ulteriormente enfatizzato il nesso causale tra la guerra e l'Olocausto. Secondo Longerich, Hitler intendeva indicare che l'assassinio sistematico degli ebrei già in corso in Unione Sovietica, Polonia e Serbia doveva essere continuato ed esteso. Lo storico Christian Gerlach scrive che Hitler "mai prima [riferito alla sua profezia] in modo così chiaro e inequivocabile"; Gerlach sostiene che questo incontro fu l'annuncio di Hitler della sua decisione di sterminare tutti gli ebrei in Europa. Secondo Evans, la teoria secondo cui Hitler diede l'ordine a questo punto è stata respinta a favore della teoria secondo cui il processo decisionale nazista si è evoluto gradualmente nel tempo e Gerlach ha successivamente preso le distanze dall'affermazione. Browning scrive che "Hitler non diede alcun ordine esplicito ma rese inequivocabilmente chiaro che la sua profezia [...] doveva essere presa alla lettera".
Il 16 dicembre, il funzionario nazista Hans Frank ha ripetuto la profezia con parole simili a quelle usate da Hitler cinque giorni prima, aggiungendo:"Cosa accadrà agli ebrei? Credi che saranno ospitati negli insediamenti dei villaggi dell'Ostland? Loro ci ha detto a Berlino: perché ci date tutto questo disturbo? [...] Liquidateli voi stessi! [...] Dobbiamo distruggere gli ebrei ovunque li troviamo". Secondo Frank, la guerra non poteva essere considerata un completo successo a meno che gli ebrei non fossero stati sterminati. Senza ricevere un ordine scritto da Hitler, capì che gli ebrei dovevano essere eliminati, sebbene i dettagli non fossero stati elaborati in quel momento.

### Discorso del 30 gennaio 1942
Dieci giorni dopo la conferenza di Wannsee in cui è stata discussa la soluzione finale, Hitler parlò allo Sportpalast per il nono anniversario della presa del potere nazista. Ha caratterizzato la guerra come una "lotta per l'intera Europa e, quindi, per l'intera umanità" e come una guerra razziale tra ebrei e "ariani" prima di fare riferimento alla profezia aggiungendo:"L'ora verrà, quando il più malvagio nemico del mondo di tutti i tempi avrà recitato la sua ultima parte in Europa".
Il discorso fu ampiamente seguito dalla stampa e, secondo i rapporti del Servizio di sicurezza, è stato inteso nel senso che "la lotta del Führer contro gli ebrei viene combattuta senza pietà fino alla fine e che presto gli ultimi ebrei saranno stati cacciati dal suolo europeo". I rapporti indicano anche che i tedeschi hanno avuto una reazione più forte ad altre questioni sollevate nel discorso rispetto alla profezia. Winkler scrive che il discorso è una parafrasi dell'Apocalisse 20 "per convincere i tedeschi della grandezza della loro missione nella storia" nel salvare l'Europa dagli ebrei. Secondo Longerich, Hitler intendeva sottolineare che il destino degli ebrei sarebbe stato indissolubilmente connesso all'andamento della guerra.

### Discorso del 24 febbraio 1942
Il 24 febbraio, anniversario della fondazione del Partito nazista, Hitler non fu presente alla cerimonia. Incaricò il Gauleiter Adolf Wagner di leggere una dichiarazione, in cui Hitler implicava che anche se la guerra fosse stata persa, la sua profezia si sarebbe comunque avverata. Un paragrafo fu citato in Niedersächsische Tageszeitung il giorno successivo, sotto il titolo "L'ebreo viene sterminato".
Il 27 febbraio, un articolo correlato è apparso su Völkische Beobachter sotto il titolo "L'ebreo sarà sterminato!" L'articolo si apre facendo riferimento alla profezia di Hitler e accusa gli ebrei, gli "eterni assassini della pace mondiale", di complottare la distruzione del popolo tedesco. Il discorso fu citato in un articolo di Der Stürmer del 19 marzo 1942 che spiegava che la profezia chiarì come sarebbe stata risolta la questione ebraica. L'articolo coincise con la terza e la quarta ondata di deportazioni di ebrei dalla Germania che si verificarono pubblicamente da marzo a giugno 1942 ed hanno effettivamente eliminato la presenza ebraica in Germania.

### Il diario di Goebbels
Nel marzo 1942, Goebbels scrisse nel suo diario riguardo alla gassazione degli ebrei nel distretto di Lublino, nella Polonia occupata. Fu il testo più particolareggiato che egli abbia mai dedicato all'assassinio degli ebrei. Goebbels scrisse che gli ebrei sotto il dominio tedesco stavano pagando per lo sforzo bellico delle potenze alleate:
In un incontro a porte chiuse con i leader del partito alla Cancelleria del Reich il 23 maggio, Hitler disse (secondo quanto riporta Goebbels) "che gli ebrei sono determinati in ogni circostanza a portare questa guerra alla vittoria, poiché sanno che la sconfitta significa anche per loro liquidazione personale". Kershaw scrive che questa è una versione più diretta della profezia e che Hitler "collegava inequivocabilmente ed esplicitamente [la profezia] [...] con la liquidazione fisica degli ebrei".

### "Smetteranno di ridere!!!"
Il 30 settembre Hitler pronunciò un altro discorso allo Sportpalast. Rassicurò il suo pubblico che il peggio della guerra era passato. Nelle "frasi più minacciose che aveva usato finora", Hitler affermò che lo sterminio degli ebrei era una vendetta per i bombardamenti alleati. Ha aggiunto:

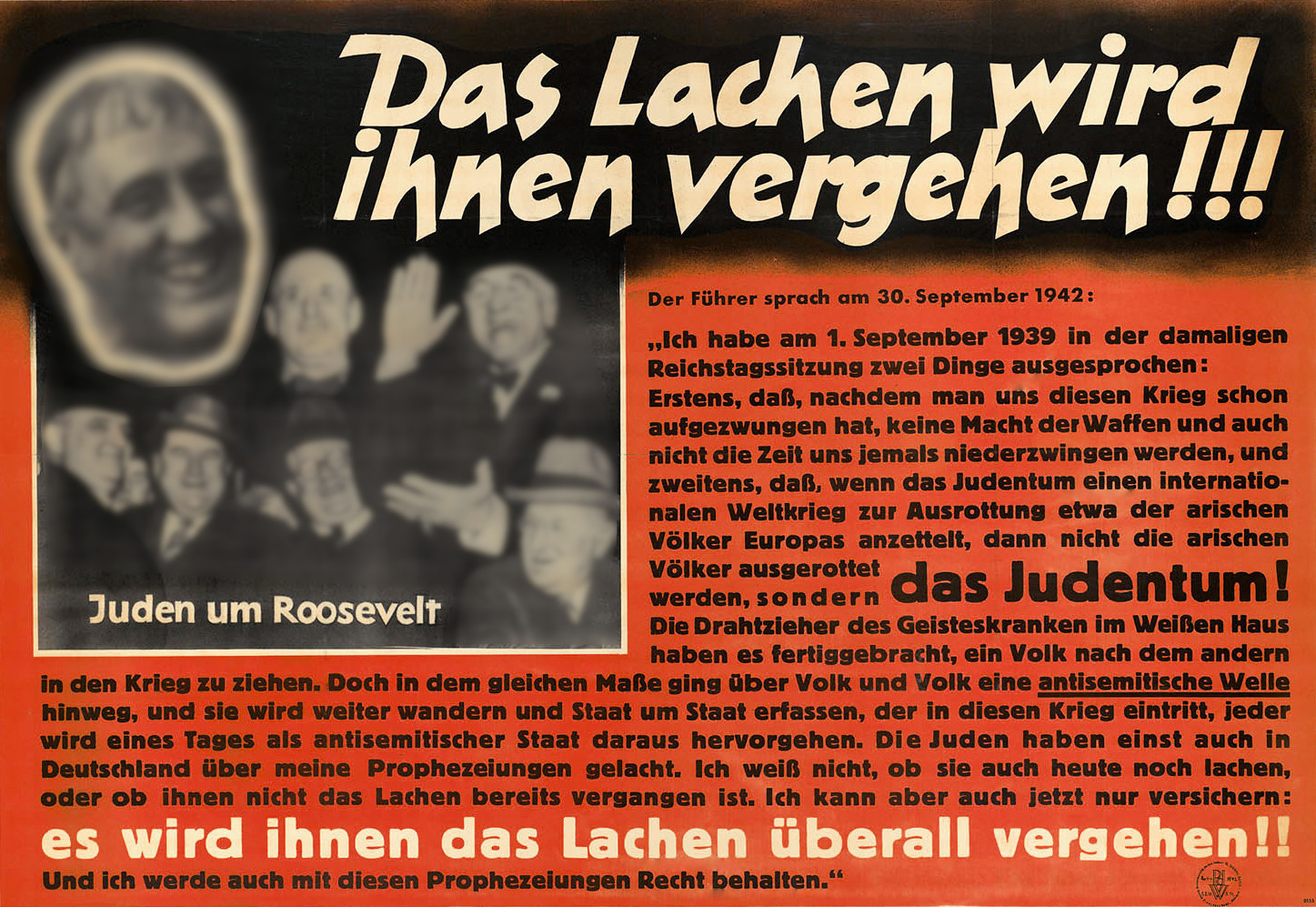
"Smetteranno di ridere!!!", numero del 28 novembre di Parole der Woche

Il pubblico ha risposto con entusiasmo; Herf sostiene che i lealisti nazisti si resero conto che il discorso si riferiva all'omicidio sistematico degli ebrei. Per quanto riguarda il riferimento di Hitler agli ebrei che non ridono più, Herf sostiene che "[ogni] interpretazione benigna [...] mette a dura prova la credulità". Herf ha affermato che il pubblico potrebbe aver compreso che l'aggiunta di Hitler del termine "ovunque" alla sua promessa di porre fine alle risate ebraiche significava la globalizzazione della Soluzione Finale. Conclude che "tutti indicavano che aveva dato l'ordine e stava quindi attuando la distruzione degli ebrei". Il discorso è stato trasmesso alla radio, riferito all'esercito e ha avuto un posto di rilievo nella stampa.
Sei settimane dopo, le citazioni del discorso furono riprodotte in un articolo intitolato "Smetteranno di ridere!!!" in Parole der Woche, un giornale che pubblicava spesso contenuti antisemiti. Il giornale ha sottolineato un Franklin Roosevelt ridente e i suoi presunti consiglieri ebrei; "Smetteranno di ridere ovunque!!" è stato riprodotto a caratteri grandi in fondo alla pagina. Circa 125000 copie del giornale sono state stampate e affisse in luoghi pubblici per essere visualizzate da milioni di persone. Herf riconosce che non ci sono prove affidabili su "quante persone abbiano avuto la curiosità intellettuale, l'acume politico e il coraggio morale per concludere che questo testo fosse l'annuncio degli omicidi di massa".

### Il discorso di Hitler dell'8 novembre 1942
L'8 novembre, durante il discorso annuale di Hitler alla vecchia guardia del partito nazista per commemorare il Putsch di Monaco, discusse degli eventi della guerra in cui la Germania aveva recentemente subito dei capovolgimenti (a Stalingrado e in Africa) e affermò che non ci sarebbe stata una pace negoziata. Fece riferimento alla sua profezia e disse che il risultato della guerra sarebbe stato "lo sterminio degli ebrei in Europa". Hitler disse che il nemico era lo stesso che i nazisti avevano affrontato sotto la Repubblica di Weimar. Ha sostenuto che la Germania perse la prima guerra mondiale perché non comprendeva il grande pericolo rappresentato dai nemici interni e dagli ebrei; la Germania nazista avrebbe vinto la sua guerra contro il "mezzo ebreo Roosevelt" perché era stata illuminata.
La retorica di Hitler era fuori dal contatto con la realtà, secondo i rapporti del servizio di sicurezza ha avuto solo un effetto superficiale sugli ascoltatori. Herf sostiene che ciò che intendeva Hitler fu evidente agli ascoltatori «Gli ebrei avevano intenzione di "sterminare", cioè uccidere, gli europei» e in cambio il «regime nazista era in procinto di sterminare, cioè uccidere, gli ebrei». Secondo Herf, l'interpretazione più credibile degli ebrei che non ridevano più era che "qualcosa di natura catastrofica veniva fatto loro". Gli applausi indicavano che il pubblico approvava la "giustificata rappresaglia di Hitler contro il più grande nemico della Germania".

### Il discorso sulla guerra totale di Goebbels del 1943

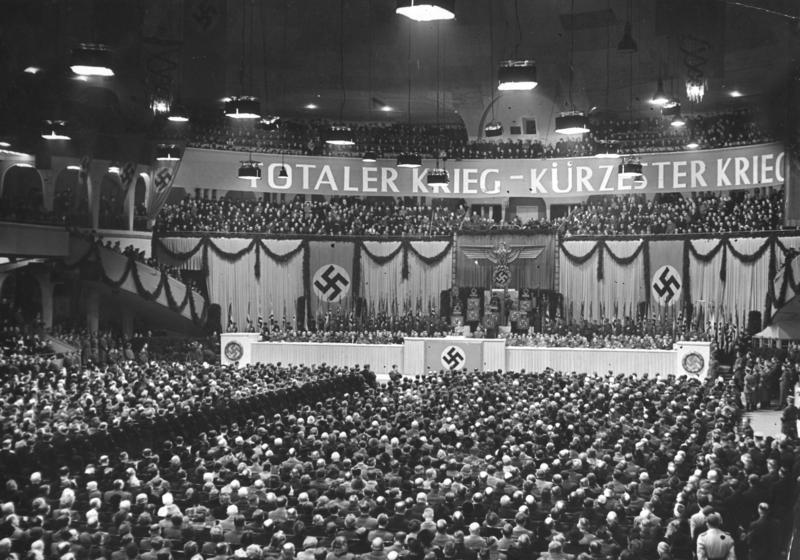
Raduno nazista il 18 febbraio 1943 allo Sportpalast di Berlino ; il cartello dice "Guerra totale - Guerra più breve".

Il 18 febbraio 1943 Goebbels pronunciò il discorso sulla guerra totale allo Sportpalast. Secondo Herf, l'accoglienza entusiasta del pubblico agli appelli di Goebbels alla guerra totale contro il nemico ebraico-bolscevico indicava che i lealisti nazisti erano ancora d'accordo con la profezia.
L'8 maggio 1943 Goebbels scrisse un articolo intitolato "La guerra e gli ebrei":
L'articolo ha raggiunto migliaia di lettori e milioni di ascoltatori radiofonici. Secondo Herf, il pezzo "ripeté ed elaborò il meccanismo di proiezione essenziale della propaganda nazista", e cioè che gli ebrei stavano complottando lo sterminio dei tedeschi. Goebbels ha intrecciato l'effettivo assassinio sistematico della popolazione ebraica con una grande menzogna di una cospirazione ebraica internazionale che controllava gli alleati e aveva iniziato la guerra. Goebbels ha scritto di essere soddisfatto della ricezione dell'articolo e prevedeva di aumentare l'uso dell'antisemitismo come tattica di propaganda, poiché lo trovava secondo solo al bolscevismo per efficacia.
Il 18 maggio, il ministero della propaganda consegnò alcune copie de "Il Crepuscolo per gli Ebrei di tutto il Mondo!" ai funzionari nazisti: l'articolo citava la ripetizione della profezia di Hitler da parte di Goebbels, aggiungendo che l'antisemitismo stava crescendo in tutto il mondo perché la gente aveva cominciato a capire che "tutte le sofferenze, le rinunce e le privazioni di questa guerra sono dovute esclusivamente agli ebrei, che la guerra stessa è l'opera di Giuda».

### Proclami e discorsi tra il 1944/1945
Hitler ha continuato a fare riferimento alla sua profezia mentre la guerra volse contro la Germania e l'ha usata per giustificare il conflitto e le sue conseguenze catastrofiche. Anche i commenti di Hitler sulla Soluzione Finale divennero più espliciti: il 3 gennaio 1944 disse che l'esito della guerra era irrisolto ma la fine della vita ebraica in Europa era "fuori dubbio". Il 26 maggio 1944, dopo l'invasione tedesca dell'Ungheria, si rivolse ad alti ufficiali dell'esercito al Berghof e disse che se gli oppositori del nazismo avessero prevalso, "il bolscevismo massacrerebbe milioni e milioni e milioni di nostri intellettuali. Chiunque non morisse per un colpo alla testa sarebbe stato deportato. I bambini delle classi superiori sarebbero stati portati via ed eliminati. Tutta questa bestialità è stata organizzata dagli ebrei». Ha descritto il bombardamento di Amburgo e ha soprannominato la comunità ebraica ungherese come "una rete senza soluzione di continuità di agenti e spie" che ha minato il suo paese. Hitler dichiarò che gli ebrei sarebbero stati distrutti, proprio come aveva predetto, e questo fu ben accolto dal pubblico.
Hitler ha menzionato la sua profezia nel suo breve discorso di Capodanno, trasmesso alla radio poco dopo la mezzanotte del 1º gennaio 1945, durante una diatriba contro la "cospirazione ebraica di guerra internazionale". Secondo lo storico Nicholas Stargardt, il discorso non ha confortato i suoi ascoltatori, ma ha alimentato il loro timore che non ci sarebbe stata una pace negoziata. Il 13 febbraio Hitler avrebbe detto:"Ho combattuto apertamente contro gli ebrei. Ho dato loro un ultimo avvertimento allo scoppio della guerra. Non li ho mai lasciati nell'incertezza del fatto che se avessero gettato di nuovo il mondo in guerra, questa volta l'avrebbero fatto senza essere risparmiati, che i parassiti in Europa sarebbero stati finalmente sradicati". Nel suo testamento, firmato poco prima del suicidio, Hitler scrisse che il vero significato della sua profezia del 1939 era "sterminare i parassiti in tutta Europa".

## Analisi

### Accoglienza da parte dei tedeschi
La minaccia di annientare gli ebrei è la frase più nota dei discorsi di Hitler. Kershaw scrive che durante l'Olocausto (tra il 1941 e il 1945), tutti i leader nazisti erano a conoscenza della profezia di Hitler, che era una "metafora chiave per la 'Soluzione Finale'". Confino scrive che "c'era una sola profezia nella società tedesca in tempo di guerra, e significava una cosa"; la profezia è emersa come "un linguaggio comune, condiviso e universale tra tedeschi ed ebrei" per il genocidio in corso. Sostiene che la profezia rifletteva l'antisemitismo già prevalente nella società tedesca. Koonz scrive che la previsione pubblica di Hitler sullo sterminio degli ebrei nel gennaio 1939 indicava la sua convinzione che il pubblico avrebbe acconsentito a metodi draconiani contro gli ebrei. Sostiene che la sua valutazione era corretta.

### "Annientamento"
L'interpretazione della profezia è dibattuta tra le scuole di funzionalismo e intenzionalismo, che differiscono per il grado in cui ritengono che l'Olocausto sia stato pianificato in anticipo da Hitler rispetto all'emergere dalla burocrazia nazista. I primi storici della Germania nazista, come Helmut Krausnick e Gerald Reitlinger, erano convinti che Hitler avesse già pianificato il genocidio sin dagli anni '20, e quindi non era necessario dimostrare un collegamento diretto tra il discorso e le uccisioni. Negli anni '60 emerse la scuola del funzionalismo, che caratterizzava Hitler come un dittatore debole e sosteneva che la politica antiebraica emerse dai funzionari nazisti mentre la guerra continuava. Negli anni '90, l'attenzione si spostò nuovamente sul ruolo di Hitler, ma questa volta argomentando che aveva preso la decisione nel 1941.
Una questione chiave è cosa si intendesse per "annientamento" (Vernichtung) nel 1939. La storica Sarah Gordon suggerisce che Hitler scelse la parola (tradotta anche "la fine" o "distruzione") per la sua vaghezza, in quanto voleva spaventare gli ebrei facendoli emigrare senza chiederne esplicitamente l'omicidio, cosa che la reazione alla Notte dei Cristalli indicava che il pubblico tedesco si opponesse. Confino scrive che "nessuno in Germania sapeva esattamente cosa significasse la parola o come sarebbe avvenuta questa metafora di annientamento". Suggerisce che evocasse la Notte dei Cristalli e le sue sinagoghe in fiamme, non le camere a gas di Auschwitz o le fosse comuni di Babij Jar (che non esistevano ancora). Confino sostiene che sebbene nemmeno Hitler sapesse cosa intendesse per "annientamento", il discorso ha dimostrato che Hitler ed i suoi ascoltatori già immaginavano "un mondo in cui veniva applicata la violenza estrema per sbarazzarsi degli ebrei ed eliminare l'ebraismo".

#### Genocidio
Gli intenzionalisti sottolineano l'importanza del discorso e lo citano come prova che il genocidio era stato pianificato prima della guerra e non è emerso gradualmente. Lucy Dawidowicz ha evidenziato il discorso come la decisione di Hitler di iniziare il genocidio, e ha sostenuto che il popolo tedesco avrebbe dovuto intenderlo come un precedente annuncio della Soluzione Finale. Lo storico Stefan Kley osserva che se Hitler avesse effettivamente espresso nel 1939 l'intenzione decisiva di commettere un genocidio, ciò confermerebbe le ipotesi intenzionaliste sul ruolo decisivo di Hitler e confuterebbe gli argomenti funzionalisti.
Herf crede che la profezia sia stata la "prima inequivocabile minaccia pubblica di Hitler di sterminare (cioè uccidere) - non semplicemente di rimuovere, deportare o sconfiggere" - gli ebrei europei. Lo storico Shlomo Aronson ha descritto la dichiarazione come una minaccia pubblica di uccidere gli ebrei e una dichiarazione della sua intenzione di farlo, poiché stava già pianificando la guerra. Lo storico Gerhard Weinberg sostiene che "l'assassinio degli ebrei sarebbe parte integrante della guerra su cui [Hitler] aveva già deciso". Lo storico Daniel Goldhagen vede il discorso come una dichiarazione dell'aspirazione di Hitler e delle sue intenzioni, se ne avesse l'opportunità ma non un programma definito che sarebbe immediatamente operativo. Lo storico Robert Wistrich sostiene che la profezia "fu uno straordinario sfogo da parte del leader di una grande potenza e difficilmente può essere ridotta a una semplice [metafora] o un pezzo di retorica utopica [...] La veemenza con cui Hitler ha pronunciato questa particolare parte del suo discorso, e gli applausi frenetici dei delegati del Reichstag, chiariscono che si trattava di una sera minaccia mortale".

#### Emigrazione o espulsione
Gli studiosi funzionalisti tendono a sottolineare le implicazioni tattiche del discorso nel tenere in ostaggio gli ebrei in Germania contro il comportamento degli Stati Uniti durante la guerra in arrivo, sebbene riconoscano che il discorso stabilisce una connessione mentale tra guerra e annientamento. Un'indicazione contraria a questa interpretazione è che Hitler si riferisse agli "ebrei europei" piuttosto che agli "ebrei tedeschi".
Lo storico Christopher Browning disse in un'intervista che durante il discorso del 1939 Hitler intendeva dire ai suoi seguaci che in caso di guerra gli ebrei sarebbero stati espulsi dall'Europa. Browning ha affermato che il discorso deve essere considerato alla luce delle politiche antiebraiche dei prossimi due anni, piuttosto che con la conoscenza retrospettiva di Auschwitz. Browning scrisse anche che le politiche antiebraiche perseguite dai nazisti dal 1939 all'inizio del 1941 (prima della Soluzione Finale), avrebbero portato a una grande riduzione della popolazione ebraica e sostiene che ciò sarebbe stato considerato come adempimento della profezia. Lo storico Mark Roseman sostiene che "non ci sono prove che lo sterminio di massa fosse pianificato nel 1939" e sottolinea che Hitler non ha sottolineato la sua profezia nel 1940. Afferma che è impossibile sapere quale fosse l'intento di Hitler nel 1939 sulla base della profezia. Sostiene inoltre che non è chiaro se "annientamento" si riferisse all'espulsione o all'omicidio di massa e sottolinea che Hitler ha ripetutamente parlato dell'esilio forzato degli ebrei dalla Germania.
Koonz scrive che i tedeschi dell'epoca potrebbero aver pensato che l'"annientamento" della profezia non fosse altro che una metafora, "come per 'distruggere' o 'spazzare' un rivale". Bytwerk sostiene che non è né necessario né ragionevole concludere che la profezia di Hitler, presa nel contesto, si riferisse a omicidi letterali. Mommsen descrive la profezia come nient'altro che "un gesto retorico volto a fare pressione sulla comunità internazionale" per consentire l'immigrazione di ebrei tedeschi: "A quel tempo era altamente improbabile che il pubblico tedesco o internazionale avrebbe potuto interpretare la sua dichiarazione come una dichiarazione mal celata di una seria intenzione di liquidare gli ebrei sotto il dominio tedesco in caso di guerra."

#### Significati multipli
Bauer interpreta la profezia come espressione della determinazione di Hitler a sbarazzarsi degli ebrei tedeschi. La sua prima scelta per risolvere la situazione fu un accordo internazionale che avrebbe portato all'emigrazione, poi un'espulsione forzata e violenta. Una guerra, che la leadership nazista stava pianificando in quel momento, era un altro modo per eliminare gli ebrei. Bauer conclude che "mentre l'obiettivo nazista era fissato - nessun ebreo nel Reich in espansione - i mezzi potevano essere variati" e che sebbene i leader nazisti potessero aver considerato lo sterminio fisico come un mezzo, non esisteva un piano concreto in tal senso in 1939.
Jersak sostiene che "Hitler pianificò di espellere gli ebrei dalla Germania prima di voler conquistare il Lebensraum": Hitler emise ordini dal 1937 al 1939 volti ad accelerare l'emigrazione ebraica. Jersak sostiene che se la Germania fosse stata coinvolta in una guerra mondiale, Hitler avrebbe riconosciuto che l'Asse non sarebbe uscito vittorioso. Pertanto, considerava l'uccisione sistematica degli ebrei una "alternativa radicale" nel caso in cui non avesse ottenuto ciò che voleva in guerra. In questa situazione, "la guerra servirebbe da copertura per lo sterminio e i combattimenti nasconderebbero il vero scopo della guerra", cioè l'assassinio degli ebrei. Jersak cita la dichiarazione di Hitler del 1939 "Chi ricorda lo sterminio degli armeni?", come prova che Hitler credeva che i crimini commessi durante la guerra sarebbero stati trascurati. Longerich scrive che la profezia di Hitler "aveva diversi potenziali livelli di significato", di cui il primo era il desiderio tattico di Hitler di spaventare gli ebrei facendoli emigrare.

### La guerra

#### Cospirazione ebraica
(Jeffrey Herf)
Longerich vede il discorso del 1939 come parte di una strategia a lungo termine per incolpare gli ebrei dell'imminente guerra. Nel febbraio 1939, Himmler anticipò i tempi dell'imminente guerra mondiale, stimando che si sarebbe verificata presto piuttosto che nel decennio successivo a causa del contraccolpo alla Kristallnacht. Nelle note per un discorso, ha scritto:"La soluzione radicale del problema ebraico sta spingendo gli ebrei a combatterci, se necessario scatenando una guerra mondiale". Longerich vede un chiaro collegamento al discorso di Hitler.
Gerlach scrisse che la profezia si autoavvera perché nella mentalità nazionalista di Hitler, qualsiasi opposizione al nazismo era vista come opera di una cospirazione ebraica internazionale. Hitler e i leader nazisti credevano che la cospirazione ebraica fosse reale. La profezia è stata anche creduta letteralmente da molti tedeschi. Victor Klemperer è stato affrontato da tedeschi, anche non nazisti, che gli hanno detto che gli ebrei avevano iniziato la guerra e meritavano il loro destino.
Herf osserva che quando Hitler complottò la guerra nel 1939, "ordinò ai suoi propagandisti di affermare che stava accadendo esattamente il contrario". Herf scrive anche:"Invisibile a coloro che non avevano l'intuizione fornita dall'ideologia nazista, questa cospirazione fu percepita da Hitler e dai suoi scagnozzi come la forza trainante della storia moderna [...] Quando le maggiori potenze si opposero alla Germania nazista, lo stavano facendo come Judenknechte, o servitori degli ebrei". Questa teoria del complotto viola la cronologia e la causalità e fa affermazioni contraddittorie di una razza padrona che domina il mondo contro i tedeschi come vittime innocenti attaccate da una potente cospirazione ebraica. Lo storico Antony Beevor scrive che la "confusione mozzafiato di causa ed effetto" della profezia era al centro della rete di bugie e autoinganni di Hitler".

#### Considerazioni strategiche
Lo storico David Reynolds sostiene che Hitler potrebbe aver pensato in parte a Roosevelt quando pronunciò il discorso del 1939. In quel periodo, il presidente degli Stati Uniti stava cercando di persuadere gli americani ad abbandonare l'isolazionismo e stava promuovendo l'emigrazione degli ebrei dall'Europa. Weinberg sostiene che, al momento del discorso della profezia, Hitler si pentì di aver permesso a Neville Chamberlain di evitare la guerra nel 1938, ed era determinato ad entrare in guerra prima del 1940. Secondo Weinberg, Hitler aveva già pianificato di sfruttare la guerra per causare una rivoluzione demografica mondiale, di cui l'assassinio sistematico degli ebrei doveva essere una parte cruciale. Herf sostiene che nei suoi discorsi che fanno riferimento alla profezia, Hitler ha chiarito di vedere una "connessione causale e inerente, non contingente o accidentale, con il suo intento di sterminare gli ebrei". Kershaw scrive che "la 'profezia' denotava il legame indelebile nella mente [di Hitler] tra la guerra e la vendetta contro gli ebrei". Koonz scrive che nel suo discorso del 1939, "Hitler si atteggiava a unico arbitro morale del suo Volk [nazione] in guerra su due fronti: razziale e geopolitico".

#### Ostaggi
Secondo Longerich, il riferimento di Hitler ai "finanzieri ebrei internazionali" prevedeva circostanze in cui gli Stati Uniti e altre potenze occidentali sono intervenute per prevenire l'espansionismo tedesco in Europa, in cui Hitler era già impegnato. Se ciò fosse accaduto, i "finanzieri ebrei internazionali" sarebbero stati incolpati della conseguente guerra e gli ebrei rimasti in Germania sarebbero stati tenuti in ostaggio sotto la minaccia dell'annientamento. Se l'emigrazione falliva e le potenze occidentali impedivano a Hitler di perseguire l'irredentismo, o si univano a una guerra nell'Europa continentale, tutte le opzioni sarebbero state mantenute aperte per un'ulteriore intensificazione della politica antiebraica nazista. Evans cita la convinzione nazista in una cospirazione ebraica internazionale per sostenere che l'obiettivo di Hitler era quello di tenere in ostaggio gli ebrei per impedire l'ingresso degli americani in guerra. Se l'America lo facesse, gli ebrei in tutta Europa verrebbero assassinati.
Secondo Mommsen, poiché i nazisti credevano in una cospirazione ebraica internazionale che presumibilmente controllava i governi del mondo, aveva senso minacciare gli ebrei in Germania per ottenere la conformità degli altri paesi. Aronson vede anche la minaccia come "mirata all'Occidente", dove gli ebrei erano tenuti in ostaggio per assicurarsi che Hitler potesse trattare separatamente con ciascuno dei paesi. Roseman scrive che Hitler sperava che, tenendo in ostaggio gli ebrei tedeschi, i loro fratelli in altri paesi potessero essere controllati. Kershaw afferma che la profezia era in parte volta a impedire l'ingresso degli Stati Uniti in guerra "attraverso la minaccia di ciò che sarebbe poi accaduto agli ebrei d'Europa". Jersak sostiene che il discorso è servito da "avvertimento precoce agli Stati Uniti di non interferire in Europa. L'idea che gli ebrei americani in Germania potessero servire come ostaggi contro un'altra partecipazione degli Stati Uniti a una possibile guerra europea è probabilmente nata in quel momento". Stargardt scrive che l'idea di controllare gli Stati Uniti con ostaggi ebrei era in gioco fino al settembre 1941, quando fu pubblicato il poster di Wochenspruch. Quando gli Stati Uniti entrarono in guerra, gli ebrei persero il loro valore di ostaggi e potevano essere uccisi impunemente.

#### La guerra mondiale
Bauer scrive "la guerra che Hitler voleva non fu quella che ottenne nel settembre 1939". Anche dopo aver concluso il patto Molotov-Ribbentrop, Hitler tentò di evitare una guerra su due fronti tenendo il Regno Unito, gli Stati Uniti e forse la Francia fuori dalla guerra. A quel tempo, i tedeschi usarono l'espressione "guerra mondiale" per qualsiasi conflitto importante tra le potenze europee.
Goldhagen scrive che l'invasione dell'Unione Sovietica fu un'opportunità per Hitler "per mantenere la sua promessa" nella profezia. Bytwerk scrive che in tempo di guerra "la parola 'distruzione' assume una connotazione fisica che manca in pace". Invocando la profezia durante la guerra, Hitler chiarì "che era assolutamente serio riguardo alla sua minaccia di distruggere gli ebrei". Jersak sostiene che "la campagna contro l'Unione Sovietica si è trasformata in una guerra contro gli ebrei" nello stesso momento in cui le prospettive di vittoria tedesca si sono attenuate; dal settembre 1941 le azioni antiebraiche non erano solo giustificate, ma anche motivate dalla paura della cospirazione ebraica. Kershaw scrive che la guerra e la missione di Hitler di sbarazzarsi degli ebrei "hanno raggiunto il suo fatidico punto di convergenza nella concezione della 'guerra di annientamento' contro l'Unione Sovietica".
Kershaw scrive che la profezia "evidentemente non era mai lontana dalla mente [di Hitler]" durante la campagna invernale del 1941-1942 ed era "in prima linea nei suoi pensieri sulla scia di Pearl Harbor". Secondo Jersak, più o meno nello stesso periodo Hitler decise di uccidere "l'ultimo ebreo sul suolo europeo", che i nazisti credevano "avrebbe spezzato il 'potere sovversivo' dell'"ebraismo internazionale"". Browning si oppone a questa spiegazione, osservando che l'omicidio sistematico di ebrei stava già avvenendo in Unione Sovietica e la profezia di Hitler non era "legata a una 'guerra mondiale' definita dal coinvolgimento americano". Longerich scrive che il discorso di Hitler del 12 dicembre 1941 "sembra non contenere nulla di veramente nuovo" ma, poiché la Germania era ormai impegnata in una guerra mondiale, "la 'profezia' si avvicinò inevitabilmente alla sua realizzazione".

#### Colpa delle distruzioni della guerra

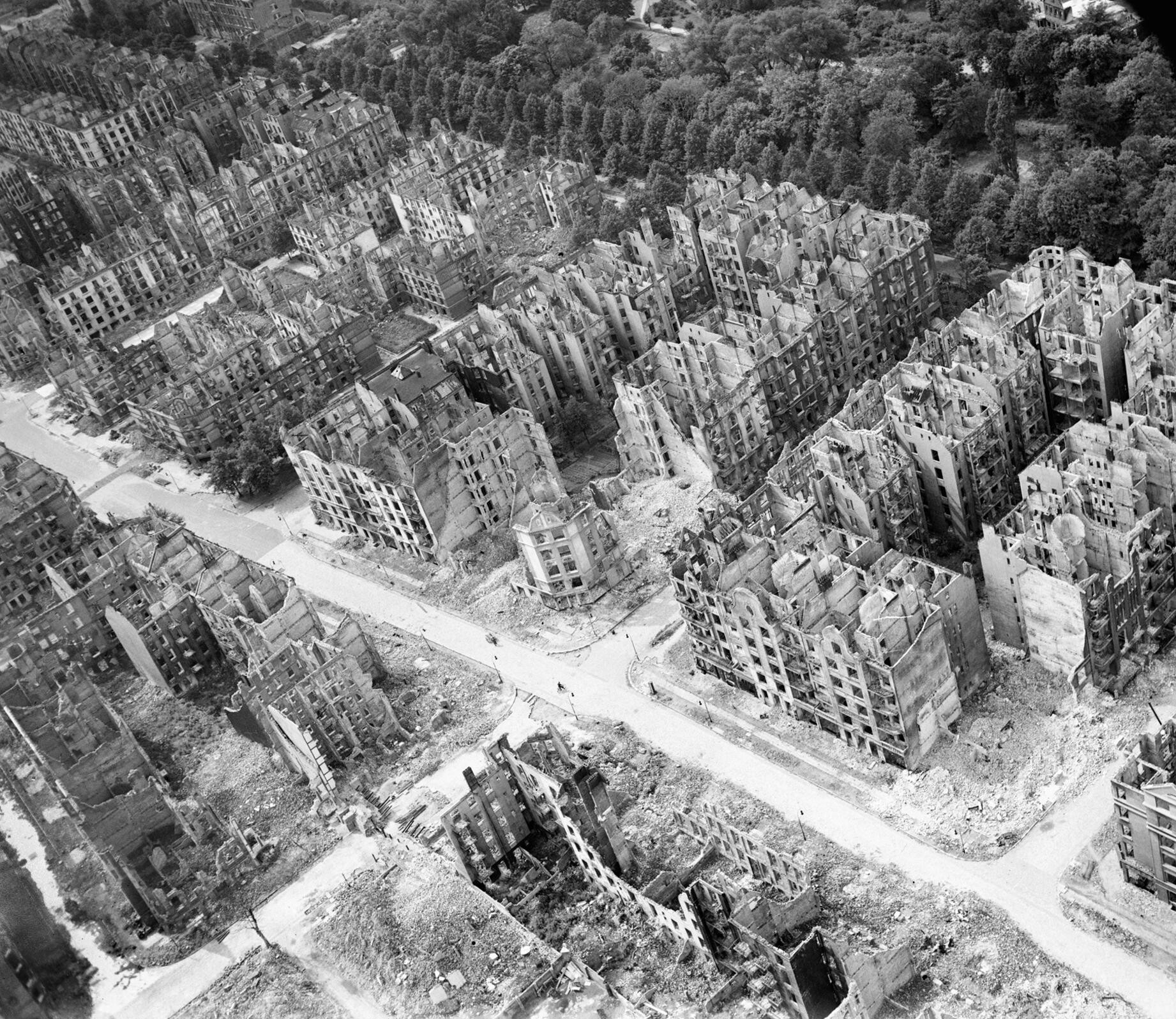
Risultati del bombardamento di Amburgo. La colpa era degli ebrei, secondo i propagandisti nazisti.

Nell'inverno 1941-1942, l'azione militare alleata, in particolare il bombardamento strategico, stava uccidendo un numero crescente di soldati e civili tedeschi. Nella propaganda nazista - e, sostiene Herf, nell'opinione di molti tedeschi - gli ebrei erano ritenuti responsabili di ogni morte e sarebbero stati costretti a pagare in natura. Herf sostiene che "per milioni di tedeschi, lo slogan astratto 'Gli ebrei sono colpevoli' ha assunto un significato emotivo diretto".
Secondo Kershaw, Hitler considerava il genocidio degli ebrei come "una vendetta naturale per la distruzione causata dagli ebrei, soprattutto nella guerra che considerava opera loro". Quando gli alleati vennero a conoscenza dell'omicidio sistematico degli ebrei e lo denunciarono, Hitler e altri propagandisti nazisti non negarono i rapporti. Invece, afferma Herf, preferirono "presentare l'attacco nazista agli ebrei come un atto giustificato di autodifesa, rappresaglia e vendetta in risposta alle disgrazie che gli ebrei avevano inflitto e stavano infliggendo in quel momento alla Germania".

### Comunicazione

#### Il ruolo di Hitler nell'Olocausto
Hitler è stato il principale decisore dell'Olocausto ma non è stato scoperto alcun ordine scritto in tal senso e la maggior parte degli storici sostiene che non sia mai esistito. Hitler, invece, probabilmente diede delle autorizzazioni verbali per le decisioni importanti riguardanti la Soluzione Finale.
Kershaw sostiene che sia le interpretazioni intenzionaliste che funzionaliste della profezia sono sbagliate. Sebbene lo sterminio nazista del popolo ebraico non sia stato pienamente realizzato fino a anni dopo, sostiene che il discorso del 1939 è cruciale per comprendere il ruolo di Hitler nella Soluzione Finale e la profezia è "una chiave sia per la mentalità di Hitler, sia per modi in cui ha fornito gli 'indirizzi per l'azione'". Sostiene che le azioni di Hitler erano per lo più confinate al regno della propaganda, in particolare della profezia, poiché "non era né il suo stile, né la sua inclinazione" a coinvolgersi con i dettagli quotidiani. La profezia servì come "la cinghia di trasmissione tra la convinzione interiore di Hitler" che la guerra avrebbe portato al genocidio degli ebrei d'Europa e agli omicidi perpetrati dai suoi subordinati. Gli addetti ai lavori del partito hanno inteso l'invocazione della profezia come un appello all'azione radicale contro gli ebrei senza istruzioni esplicite. Kershaw sostiene che la ripetizione della profezia nei mass media ha contribuito a "condizionare la popolazione generale contro la simpatia umanitaria" e ha segnalato l'intensificarsi dell'omicidio di massa.
Jersak sostiene che "l'ipotesi di un ordine per l'omicidio degli ebrei europei estranei a quella profezia presuppone [...] che Hitler, che ha ripetutamente fatto riferimento alla sua profezia, non intendesse quello che ha detto". Lo storico Eberhard Jäckel scrive che la ripetizione della profezia è "veramente sbalorditiva e la sua motivazione non è immediatamente evidente". Jäckel ipotizza che la motivazione di Hitler potrebbe essere stata quella di indicare la sua approvazione per l'omicidio di massa o di "avere la soluzione finale messa agli atti". Secondo Roseman, la retorica di Hitler, inclusa la profezia spesso ripetuta, faceva sapere agli autori dell'Olocausto che Hitler approvava le loro azioni.

#### Vaghezza

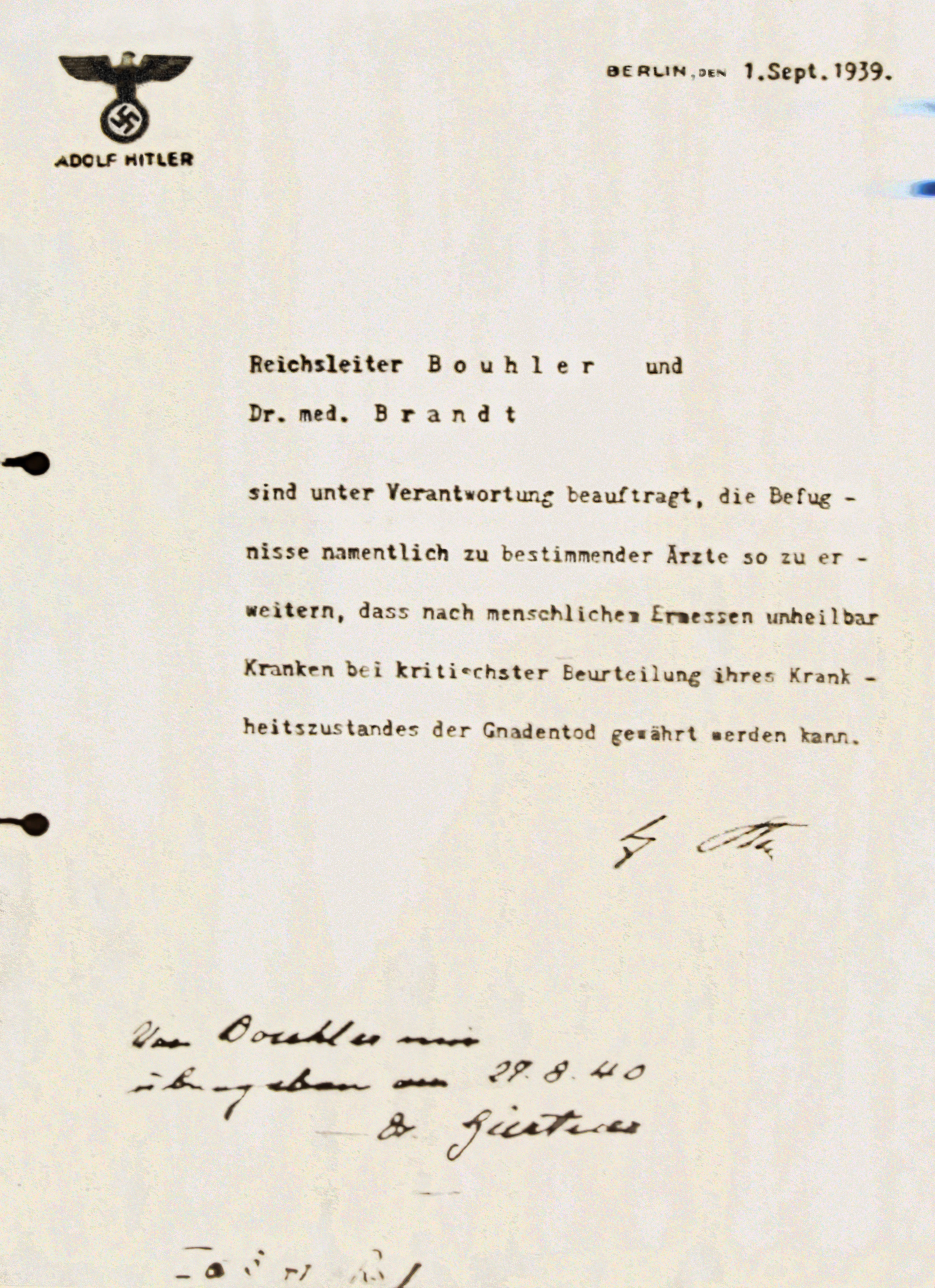
L'ordine di Hitler che autorizzava lAktion T4 portò all'opposizione, che potrebbe aver motivato la sua non esplicitezza sull'Olocausto.

Lo storico David Bankier osserva che la profezia "mancava di uno spazio o di un lasso di tempo e non forniva dettagli su come sarebbe stata implementata la soluzione finale. Nella sua" profezia "gli ebrei sarebbero scomparsi senza un agente". Beevor scrive che "nonostante le sue diatribe apocalittiche contro gli ebrei" e gli sforzi per promuovere la violenza, Hitler era "notevolmente riluttante ad ascoltare i dettagli delle uccisioni di massa". Herf descrive l'articolo di Goebbels "Gli ebrei sono colpevoli" come "un paradigma della propaganda antisemita nazista" perché "il linguaggio estremista si accompagnava a una totale assenza di dettagli rivelatori su dove, quando e come questo omicidio di massa è stato prendere posto". In altre parole, "ha lasciato abbastanza ambiguità e assenza di dettagli per promuovere una plausibile negazione dei fatti".
Kershaw scrive che, nonostante gli "oscuri accenni che la sua 'profezia' si stesse avverando", Hitler cercò di nascondere il suo coinvolgimento diretto nell'Olocausto. Kershaw ipotizza che "anche al culmine del proprio potere temeva la possibilità della loro 'vendetta'". O, forse, Hitler credeva che "il popolo tedesco non fosse pronto ad apprendere il segreto mortale". Kershaw osserva che quando si riferiva all'omicidio di massa di ebrei, Hitler o affermò cose che non erano più vere, o altrimenti "alludendo alla rimozione degli ebrei dall'Europa (spesso nel contesto della sua 'profezia') in qualche lontano punto nel futuro". Kershaw aggiunge che Hitler voleva "rivendicare il suo posto nel "glorioso segreto della nostra storia" mentre si distaccava dalla realtà sordida e orribile delle uccisioni di massa". Pertanto, non ha mai fatto dichiarazioni come i discorsi di Posen di Himmler, nemmeno in privato con altri leader nazisti. Hitler voleva anche evitare l'opposizione della burocrazia o del sistema giudiziario, opposizione che incontrò dopo aver firmato l'ordine per il programma di eutanasia. Himmler usò la stessa strategia della vaghezza nel comunicare il destino degli ebrei.

#### Conoscenza dell'Olocausto
Dopo la guerra, molti tedeschi affermarono di ignorare i crimini del regime nazista e sostenevano che i riferimenti all'annientamento degli ebrei non erano stati intesi alla lettera. Gli storici hanno contestato queste affermazioni. Koonz scrive che la profezia era una delle ragioni per cui "nessuno spettatore poteva negare l'intenzione della leadership nazista di sradicare gli ebrei, in un modo o nell'altro". I riferimenti alla profezia nei mass media hanno diffuso "la consapevolezza, pur evitando informazioni dettagliate o esplicite, che la distruzione degli ebrei stava avvenendo inesorabilmente", secondo Kershaw. Bankier scrive che la profezia "non lasciava possibili dubbi sul fatto che il destino degli ebrei sarebbe stato l'annientamento fisico". Aggiunge che, dichiarando apertamente i propri obiettivi, la leadership nazista mirava a mettere alla prova la lealtà dei tedeschi comuni al regime. Confino sostiene che i tedeschi sapevano, a grandi linee, dello sterminio degli ebrei d'Europa, anche se non conoscevano i dettagli. Herf sostiene che quando la profezia di Hitler fu citata dai mass media tedeschi durante la guerra, i lettori hanno capito che gli ebrei erano stati dichiarati "colpevoli" per la guerra e che il regime nazista stava attuando la sua precedentemente annunciata minaccia di sterminio.
Al Tribunale militare internazionale (1945–1946), l'editore di Der Stürmer Julius Streicher fu condannato per crimini contro l'umanità sulla base della sua "istigazione all'omicidio e allo sterminio" degli ebrei: la sentenza nei suoi confronti citò un articolo del gennaio 1943 che scrisse lodando Hitler per aver adempiuto la sua profezia di estirpare gli ebrei.

### Libri
- (EN) Shlomo Aronson, Hitler, the Allies, and the Jews, Cambridge University Press, 2004, ISBN 978-0-511-51183-7.
- (EN) Yehuda Bauer, Jews for Sale?: Nazi-Jewish Negotiations, 1933–1945, Yale University Press, 1994, ISBN 978-0-300-06852-8.
- (EN) Antony Beevor, The Second World War, Little, Brown, 2012, ISBN 978-0-316-08407-9.
- Christopher R. Browning, The Origins of the Final Solution: The Evolution of Nazi Jewish Policy, September 1939 – March 1942, University of Nebraska Press, 2007, ISBN 978-0-8032-0392-1.
- (EN) Alon Confino, A World without Jews: The Nazi Imagination from Persecution to Genocide, Yale University Press, 2014, ISBN 978-0-300-19046-5.
- (EN) Richard J. Evans, The Third Reich in Power, Penguin, 2006, ISBN 978-1-4406-4930-1.
- (EN) Richard J. Evans, The Third Reich in History and Memory, Oxford University Press, 2015, ISBN 978-0-19-022841-5.
- (EN) Alexandra Garbarini, Emil Kerenji, Jan Lambertz e Avinoam Patt, Jewish Responses to Persecution: 1938–1940, II, Rowman & Littlefield, 2011, ISBN 978-0-7591-2039-6.
- (EN) Robert Gellately, Backing Hitler: Consent and Coercion in Nazi Germany, Oxford University Press, 2002, ISBN 978-0-19-160452-2.
- (EN) Daniel Jonah Goldhagen, Hitler's Willing Executioners: Ordinary Germans and the Holocaust, Alfred A. Knopf, 1996, ISBN 978-0-679-44695-8.
- (EN) Sarah Ann Gordon, Hitler, Germans, and the "Jewish Question", Princeton University Press, 1984, ISBN 978-0-691-10162-0.
- Jeffrey Herf, The Jewish Enemy: Nazi Propaganda during the World War II and the Holocaust, Harvard University Press, 2006, ISBN 978-0-674038-59-2.
- (EN) Eberhard Jäckel, Hitler's World View: A Blueprint for Power, Harvard University Press, 1981, ISBN 978-0-674-40425-0.
- (EN) Ian Kershaw, Hitler: 1936–1945 Nemesis, Penguin Books, 2001, ISBN 978-0-14-192581-3.
- (EN) Ian Kershaw, Hitler, the Germans, and the Final Solution, Yale University Press, 2008, ISBN 978-0-300-14823-7.
- (EN) Claudia Koonz, The Nazi Conscience, Harvard University Press, 2003, ISBN 978-0-674-01172-4.
- (DE) Peter Longerich, "Davon haben wir nichts gewusst!": Die Deutschen und die Judenverfolgung 1933–1945, Siedler Verlag, 2009, ISBN 978-3-641-02398-0.
- (EN) Peter Longerich, Heinrich Himmler: A Life, Oxford University Press, 2011, ISBN 978-0-19-161989-2.
- (EN) Peter Longerich, Hitler: A Biography, Oxford University Press, 2019, ISBN 978-0-19-005673-5.
- (EN) Bill Niven, Hitler and Film: The Führer's Hidden Passion, Yale University Press, 2018, ISBN 978-0-300-23539-5.
- (EN) Mark Roseman, The Wannsee Conference and the Final Solution: A Reconsideration, Macmillan, 2003, ISBN 978-0-312-42234-9.
- (EN) Keith Somerville, Radio Propaganda and the Broadcasting of Hatred: Historical Development and Definitions, Springer, 2012, ISBN 978-1-137-28415-0.
- (EN) Nicholas Stargardt, The German War: A Nation under Arms, 1939–45, Random House, 2015, ISBN 978-1-4735-2373-9.
- Toby Thacker, Joseph Goebbels: Life and Death, Palgrave Macmillan, 2010  [2009], ISBN 978-0-230-27866-0.
- (EN) Heinrich August Winkler, Germany: The Long Road West: Volume 2: 1933–1990, Oxford University Press, 2007, ISBN 978-0-19-150061-9.
- (EN) Robert S. Wistrich, Hitler and the Holocaust, Random House Publishing Group, 2001, ISBN 978-1-58836-097-7.

### Capitoli
- (EN) David Bankier, Signaling the Final Solution to the German People, in David Bankier e Israel Gutman (a cura di), Nazi Europe and the Final Solution, Berghahn Books, 2009  [2003], ISBN 978-1-84545-410-4.
- (EN) Doris L. Bergen, Antisemitism in the Nazi Era, in Albert S. Lindemann e Richard S. Levy (a cura di), Antisemitism: A History, Oxford University Press, 2010, ISBN 978-0-19-150110-4.
- (EN) Norman Domeier, A Scream, Then Silence. Kristallnacht and the American Journalists in Nazi Germany, in Wolf Gruner e Steven Joseph Ross (a cura di), New Perspectives on Kristallnacht, Purdue University Press, 2019, ISBN 978-1-61249-616-0.
- Adolf Hitler, Speech to the Old Guard in Munich: 8 November 1941, in Randall L. Bytwerk (a cura di), Landmark Speeches of National Socialism, Texas A&M University Press, 2008, ISBN 978-1-60344-015-8.
- Stig Hornshøj-Møller, Hitler and the Nazi decision-making process to commit the Holocaust: a new proposal, in Israel W. Charny (a cura di), Encyclopedia of Genocide: A-H, ABC-CLIO, 1999, ISBN 978-0-87436-928-1.
- (EN) Tobias Jersak, Decisions to Murder and to Lie: German War Society and the Holocaust, in Ralf Blank (a cura di), German Wartime Society 1939–1945: Politicization, Disintegration, and the Struggle for Survival, Germany and the Second World War, IX/I, Clarendon Press, 2008  [2004], ISBN 978-0-19-160860-5.
- (EN) Andreas Musolff, The Reception of antisemitic imagery in Nazi Germany and popular opinion – lessons for today, in Ruth Wodak e John E. Richardson (a cura di), Analysing Fascist Discourse: European Fascism in Talk and Text, Routledge, 2013, ISBN 978-0-415-89919-2.
- (EN) Gerhard Weinberg, Hitler's "Prophecy" (January 30, 1939), in Richard S. Levy (a cura di), Antisemitism: A Historical Encyclopedia of Prejudice and Persecution, ABC-CLIO, 2005, ISBN 978-1-85109-439-4.

### Pubblicazioni
- Randall L. Bytwerk, The Argument for Genocide in Nazi Propaganda, in Quarterly Journal of Speech, vol. 91, n. 1, 2005, DOI:10.1080/00335630500157516.
- Christian Gerlach, The Wannsee Conference, the Fate of German Jews, and Hitler's Decision in Principle to Exterminate All European Jews (PDF), in The Journal of Modern History, vol. 70, n. 4, 1998, DOI:10.1086/235167.
- Jeffrey Herf, The "Jewish War": Goebbels and the Antisemitic Campaigns of the Nazi Propaganda Ministry, in Holocaust and Genocide Studies, vol. 19, n. 1, 2005, DOI:10.1093/hgs/dci003.
- Tobias Jersak, Revisited: a new look at Nazi war and extermination planning, in The Historical Journal, vol. 43, n. 2, 2000, DOI:10.1017/S0018246X99001004.
- (DE) Stefan Kley, Intention, Verkündung, Implementierung: Hitlers Reichstagsrede vom 30. Januar 1939, in Zeitschrift für die Geschichtswissenschaft, vol. 48, n. 3, 2000, ISSN 0044-2828 (WC · ACNP), OCLC 224453284.
- Christopher Scott Maravilla, Hate Speech as a War Crime: Public and Direct Incitement to Genocide in International Law, in Tulane Journal of International and Comparative Law, vol. 17, 2008.
- Hans Mommsen, Hitler's Reichstag Speech of 30 January 1939, in History and Memory, vol. 9, n. 1/2, 1997, DOI:10.2979/HIS.1997.9.1-2.147, ISSN 0935-560X (WC · ACNP), JSTOR 25681003.
- David Reynolds, The Origins of the Two 'World Wars': Historical Discourse and International Politics, in Journal of Contemporary History, vol. 38, n. 1, 2016, DOI:10.1177/0022009403038001962.

### Approfondimenti
- (EN) Ian Kershaw, Hitler's prophecy and the 'Final Solution', in Moshe Zimmermann (a cura di), On Germans and Jews under the Nazi regime: essays by three generations of historians: a festschrift in honor of Otto Dov Kulka, Hebrew University Magnes Press, 2006, ISBN 978-965-493-254-7.
- (DE) Christoph Sauer, Der aufdringliche Text: Sprachpolitik und NS-Ideologie in der "Deutschen Zeitung in den Niederlanden", Springer-Verlag, 2013  [1998], ISBN 978-3-663-08347-4.